# Alstom Citadis

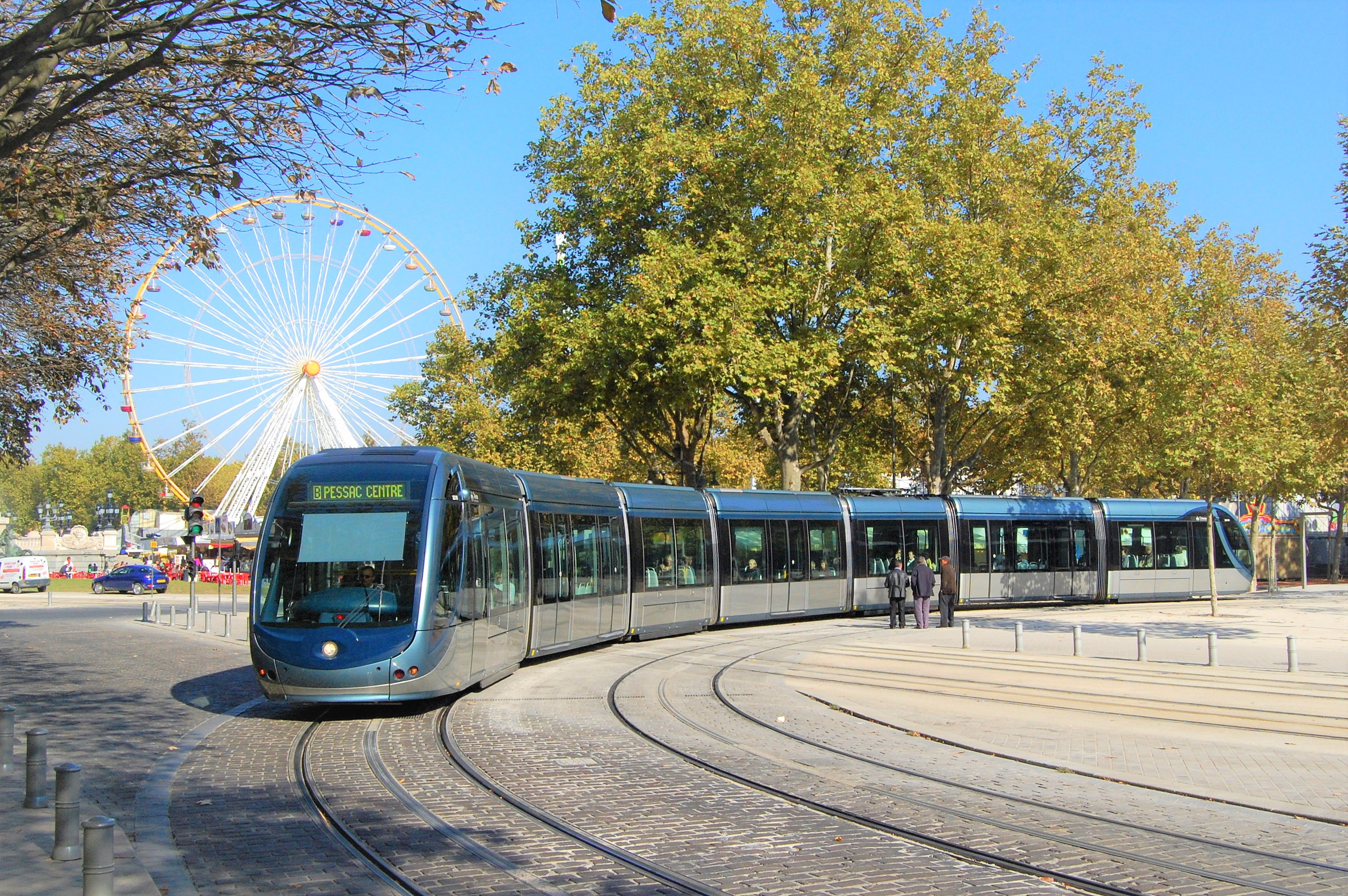
Ein Citadis 402 auf einem oberleitungslosen Abschnitt in Bordeaux

Citadis ist der Name einer Familie von niederflurigen Straßenbahnfahrzeugen des französischen Schienenfahrzeugherstellers Alstom in Aluminium-Bauweise. Die Zweisystemstadtbahnwagen RegioCitadis und Citadis Dualis haben ähnliche Namen, sind jedoch technisch eigenständige Fahrzeuge.
Die Fahrzeuge sind vor allem in Frankreich weit verbreitet und nehmen dort eine Quasi-Monopolstellung ein. Aber auch im übrigen Westeuropa sowie in Nordafrika, Südamerika sowie in Melbourne stehen die Fahrzeuge im Einsatz.
Das erste Fahrzeug wurde 1997 für die Straßenbahn Montpellier bestellt, 2007 wurde das 1000. Fahrzeug an die Straßenbahn Lyon ausgeliefert. Das 1500. Fahrzeug wurde auf der Linie 7 der Pariser Straßenbahn am 16. November 2013 in Betrieb genommen. Nach einer Pressemitteilung von Alstom wurden bis März 2020 mehr als 2600 Citadis-Straßenbahnen an über 50 Städte in 20 Ländern verkauft.

## Konzept

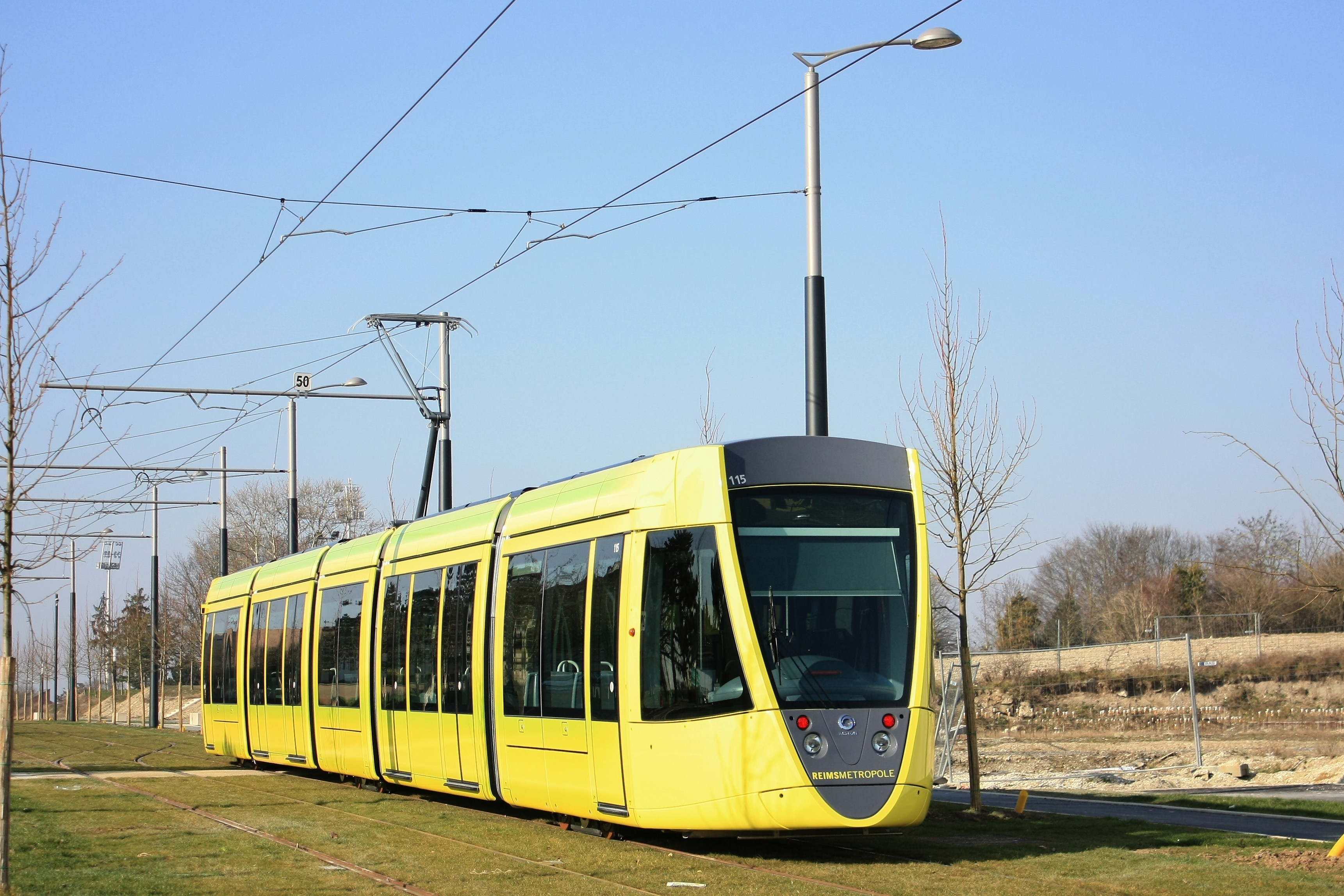
Citadis-Triebwagen in Reims

Ein modulares Design erlaubt es, die niederflurigen Gelenktriebwagen in unterschiedlichen Längen nach Anforderungen des Betreibers zu konfigurieren. Dabei werden standardisierte technische Komponenten eingesetzt, während das Design – insbesondere des Kopfmoduls – und die Innengestaltung der Fahrzeuge nach den Vorgaben des Kunden erfolgt, sodass jeder Betrieb über ein individuelles Design verfügen kann.
Dieses individuelle Design der Kopfform wurde in vielen Städten genutzt, um einen Bezug zur Stadt herzustellen und der Straßenbahn die Identität der Stadt zu verleihen. Beispielsweise wurde die Front der Fahrzeuge in Lyon einer Seidenraupe nachempfunden, da die Seidenverarbeitung enorme Bedeutung für die Stadt hatte. In Reims wurden die Garnituren in Anlehnung an ein Champagnerglas gestaltet, da Reims wichtigstes Herstellungszentrum für Champagner ist. Andere Städte haben sich von dort ansässigen Designern und Firmen die Fahrzeuge gestalten lassen, wie beispielsweise Toulouse vom Flugzeughersteller Airbus.
Die Citadis sind konstruktiv Zweirichtungsfahrzeuge. Sie sind jedoch auch als Einrichtungswagen lieferbar. In dieser Form wurden sie von der Straßenbahn Rotterdam beschafft. In einigen Betrieben wie Casablanca oder Rabat-Salé sind sie als unechte Zweirichtungswagen mit nur einem Führerstand, aber Türen an beiden Seiten und mit den führerstandslosen Wagenenden gekuppelt in Doppeltraktion im Einsatz.

## Typen
Als erste Citadis-Typen wurden im Dezember 1995 die Varianten 301, 202 und 302 vorgestellt. In diesem ursprünglichen Bezeichnungssystem stand die erste Ziffer für die ungefähre Länge des Fahrzeugs, die 2 für etwa 20 Meter oder zwei Laufwerke und die 3 für etwa 30 Meter oder drei Laufwerke. Dies setzte sich später für längere Varianten entsprechend fort. Die beiden folgenden Ziffern gaben das Fahrzeugkonzept an, 01 für zu ungefähr 70 % niederflurige Gelenkwagen mit aufgesattelten Endwagen, 02 für vollständig niederflurige Multigelenkwagen. 1999 fasste Alstom diese Typen jedoch neu als Citadis 300 zusammen. Darüber hinaus wurden auch ursprünglich nicht von Alstom entwickelte Fahrzeuge unter gleichem Namen vermarktet, der Typ 116N von Konstal als Citadis 100 und der NGT8D von Linke-Hofmann-Busch als Citadis 200. Weiterhin war ein Zweisystemfahrzeugtyp für Verknüpfungen zwischen Straßenbahn und Eisenbahn unter dem Namen Citadis 500 geplant. Später wurde jedoch das ursprüngliche System bis zum Citadis X05 fortgesetzt, während einige Typen andersartige Bezeichnungen wie RegioCitadis oder Citadis Spirit erhielten.
Unter der Bezeichnung Citadis laufen folgende Fahrzeugserien, die nicht ursprünglich andere Bezeichnungen hatten oder Zweisystemfahrzeuge sind.
| Typ                                            | Beschreibung                                   | Länge                                          | Masse                                          | Niederfluranteil                               | Einsatzorte |
| ---------------------------------------------- | ---------------------------------------------- | ---------------------------------------------- | ---------------------------------------------- | ---------------------------------------------- | --- |
| 202                                            | dreiteilig                                     | 23 m                                           |                                                | 100 %                                          | Melbourne |
| 301                                            | dreiteilig                                     | 29,9 m                                         | 37 t                                           | 70 %                                           | Orléans (ehemals auch in Montpellier und Dublin, wurden aber zu 401 verlängert) |
| Tramrus 1520                                   | dreiteilig                                     | 25,4 m                                         | 36 t                                           | 100 %                                          | Breitspurwagen für 1524 mm: Moskau, Sankt Petersburg |
| 302                                            | fünfteilig                                     | ~32 m                                          |                                                | 100 %                                          | Adelaide, Algier, Angers, Barcelona, Buenos Aires, Bordeaux, Brest, Casablanca, Chengdu, Constantine, Dijon, Dujiangyan, Jaén, Jerusalem, Le Havre, Le Mans, Lyon, Madrid, Melbourne, Montpellier, Mülhausen, Murcia, Nizza, Nottingham, Oran, Orléans, Paris (T2, T7, T8), Parla, Rabat-Salé, Reims, Rotterdam, Shanghai, Teneriffa, Toulouse, Tunis, Valenciennes |
| 401                                            | fünfteilig                                     | ~41 m                                          |                                                | 70 %                                           | Dublin, Montpellier |
| 402                                            | siebenteilig                                   | ~43 m                                          | 53 t                                           | 100 %                                          | Bordeaux, Brasilia, Dubai, Grenoble, Lyon, Montpellier, Paris (T3), Rio de Janeiro, Rouen, Sidi bel Abbès, Tours |
| 403 (NG)                                       | siebenteilig                                   | 45,1 m                                         | 55 t                                           | 100 %                                          | Straßburg |
| 502                                            | neunteilig                                     | ~55 m                                          |                                                | 100 %                                          | Dublin |
| 304                                            | dreiteilig                                     | ~30 m                                          |                                                | 100 %                                          | Istanbul |
| 205, 305, 405                                  | drei- bis siebenteilig                         | 24–44 m                                        |                                                |                                                | Angers, Athen, Caen, Casablanca (T3, T4), Kaohsiung (Taiwan), Lusail, Nantes, Nizza, Paris (T1, T9, T10), Sydney, Tel Aviv, Al-ʿUla, Besançon, Brest, Haifa–Nazareth, Lille, Toulouse, Straßburg |
| SX05                                           | Drehgestellwagen                               | unterschiedlich                                | unterschiedlich                                | 100 %                                          | Frankfurt am Main, Köln |
| Compact (205)                                  | dreiteilig                                     | ~20 m                                          |                                                | 100 %                                          | Aubagne, Avignon |
| Spirit                                         | Light Rail Vehicle                             |                                                |                                                | 100 %                                          | Ottawa, Toronto (Finch West, Hurontario), Québec |
| Classic                                        | Drehgestellwagen                               | unterschiedlich                                | unterschiedlich                                | unterschiedlich                                | Dresden, Duisburg, Frankfurt (Main), Göteborg, Magdeburg, Melbourne |
| ohne veröffentlichte konkrete Typenbezeichnung | ohne veröffentlichte konkrete Typenbezeichnung | ohne veröffentlichte konkrete Typenbezeichnung | ohne veröffentlichte konkrete Typenbezeichnung | ohne veröffentlichte konkrete Typenbezeichnung | Philadelphia |

Die an chinesische Betriebe gelieferten Citadis werden als Auftragsarbeit bei CRRC Changchun gebaut, wobei die Komponenten selbst in den europäischen Alstom-Werken hergestellt werden.

### Gemeinsame technische Aspekte
Fast alle Fahrzeuge sind regelspurig. Die meisten Citadis sind für Geschwindigkeiten bis zu 70 oder 80 km/h zugelassen.

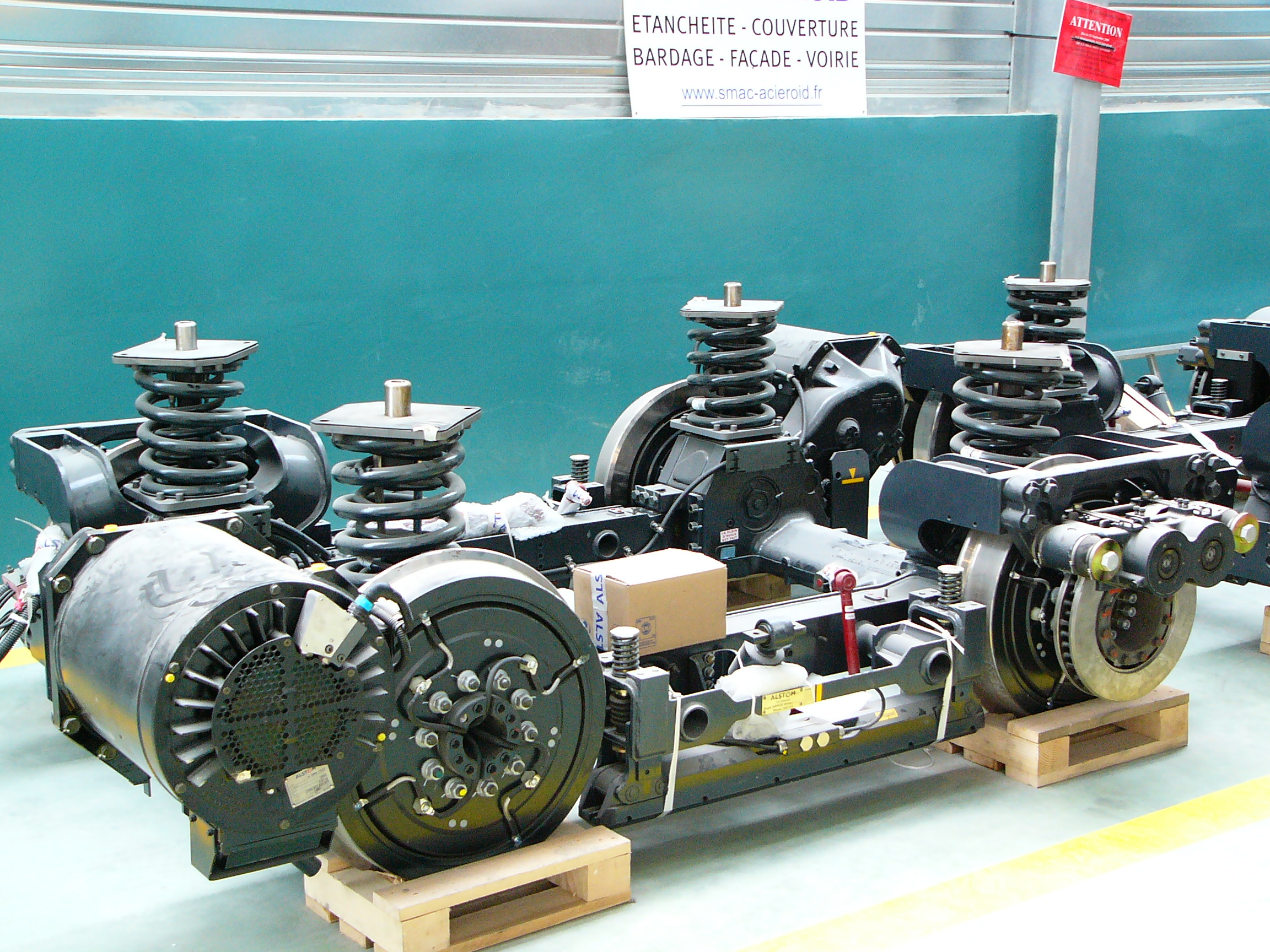
Angetriebenes Arpège-Laufwerk

Es gibt zwei Laufwerksbauarten, welche bei mehreren Citadis-Typen Anwendung finden und von Alstom eigene Bezeichnungen erhielten. Zunächst wurde das Arpège-Laufwerk mit Losradsätzen entwickelt, welches keine Primärfederung zwischen Radsätzen und Laufwerksrahmen aufweist. Unter anderem für den gesamten Antrieb vollständig auf die in den Rädern integrierte Federung zu setzen, hielt Alstom für praktikabel, da dieses Laufwerk nur für komplett neu angelegte Straßenbahnsysteme konzipiert war, deren Gleisanlagen mit typischerweise nur wenigen Kreuzungen leichter in gutem Zustand zu halten seien. In jedem angetriebenen Arpège-Laufwerk sind zwei quer liegende Fahrmotoren diagonal versetzt zueinander außen am Rahmen angeordnet. Sie treiben jeweils über eine in der Portalachse liegende Welle beide Räder eines Losradsatzes an. Das Laufwerk ist gegenüber dem Wagenkasten nur geringfügig um 2° ausdrehbar. Dieser Entwurf wird bei der ersten, zweiten, dritten und fünften Generation verwendet.

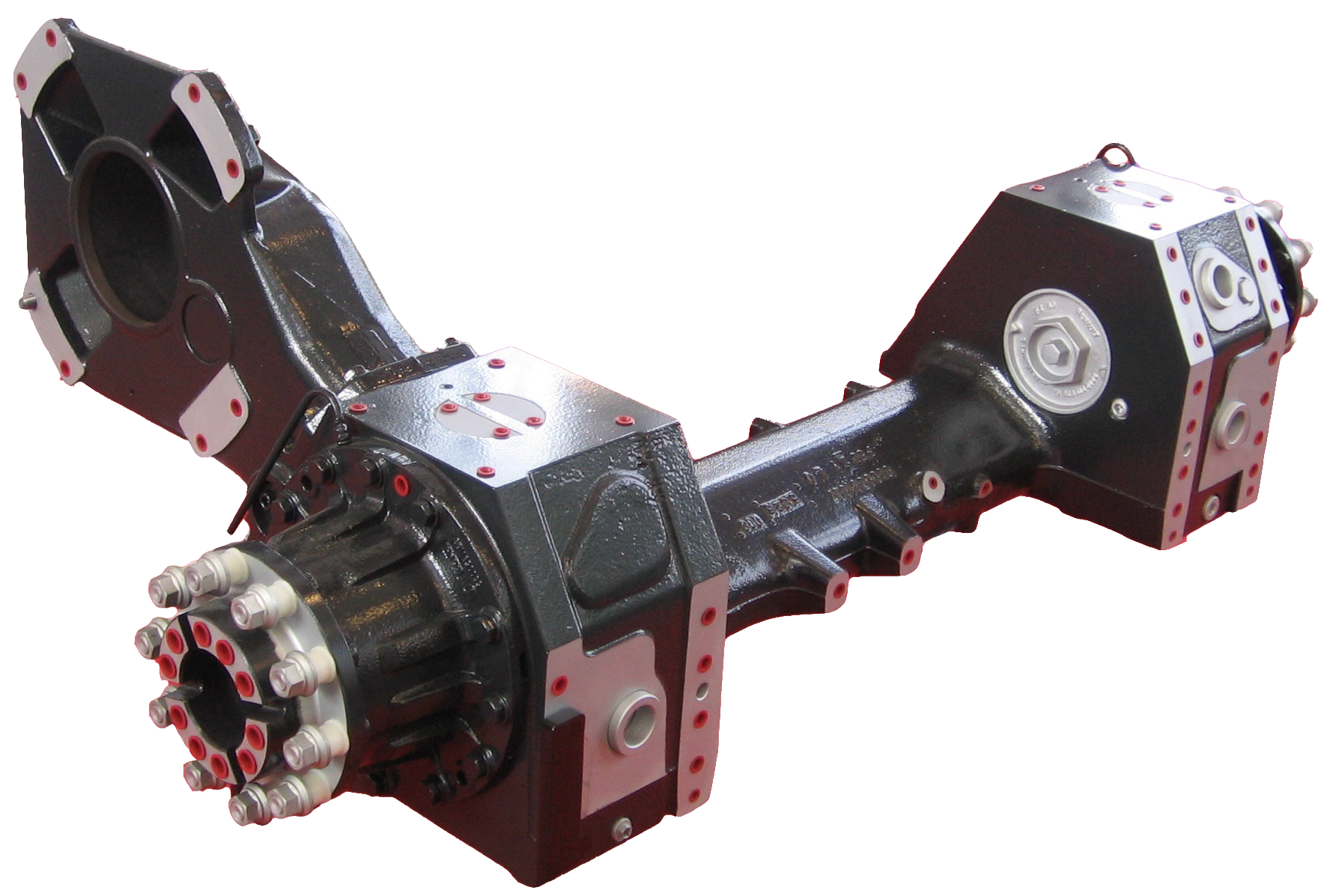
Portalachse eines angetriebenen Arpège-Laufwerks

Später entwickelte Alstom das Ixège-Laufwerk, welches eine Primärfederung und durchgehende Radsatzwellen aufweist, um eine höhere Nutzungsdauer der Räder und Getriebe zu erreichen. Zusätzlich zur durchgehenden Radsatzwelle, welche das Drehmoment überträgt, verfügt jeder Radsatz über eine waagerechte Portalachse, die das Gewicht und die daraus resultierenden Momente aufnimmt. Somit kann die Welle mit einem geringeren Durchmesser und der Boden über dem Laufwerk niedriger ausgeführt werden als bei klassischen Radsätzen. In jedem angetriebenen Ixège-Laufwerk sind zwei Fahrmotoren längs an den Seiten angeordnet. Dieser Entwurf wird bei der vierten und fünften Generation sowie den Typen Dualis, Compact und Tramrus 1520 verwendet, teils auch als Drehgestell.
Die Wagenkästen der Standardfahrzeuge der ersten, zweiten, dritten und fünften Generation sind überwiegend aus Aluminium gefertigt, im Bereich der Laufwerke kommt aus Festigkeitsgründen jedoch auch Stahl zur Anwendung. Die einzelnen Baugruppen werden verschraubt und genietet, die Bodenplatten und Dächer selbst sind jedoch geschweißt. Die Seitenwände sind aus Gründen des Designs mit einem Radius von sechs Metern gekrümmt.

### Nachträglich als Citadis bezeichnete Typen (100 und 200)
Der Citadis 100 bzw. 116N für den polnischen Markt teilt neben einzelnen Bauteilen wie Führerstandsbedienelementen und Innenverkleidungen in den Varianten für die Straßenbahn im oberschlesischen Industriegebiet sowie die Straßenbahn Danzig auch die Triebdrehgestelle und die elektrische Ausrüstung mit anderen Fahrzeugen der Citadis-Familie, konkret den Typen 301 und 401. Diese Triebdrehgestelle basieren auf denjenigen des Citadis 200 bzw. NGT8D. Sie mussten insbesondere an eine größere Belastung angepasst werden, da sich ein rund 30 Meter langer Citadis 100 oder 301 nur auf drei statt auf vier Laufwerke stützt. Außerdem wurden auf Basis der mittigen Laufdrehgestelle der NGT8D die an den Enden des Citadis 403 verbauten Laufdrehgestelle entwickelt.

### Erste Generation (301 und 401)
Die erste Generation (301 und 401) wurde erstmals 1997 bestellt und ab 1999 ausgeliefert. Die Wagen sind mit einem Niederfluranteil von 70 % nur teilniederflurig und wurden zunächst von den Betrieben in Montpellier, Orléans und Dublin bestellt. Dabei wurden sowohl Fahrzeuge vom Typ 301 (mit einer Länge von knapp 30 m, Montpellier und Orléans) sowie 401 (mit einer Länge von ungefähr 41 m, Dublin) bestellt. Sowohl Montpellier als auch Dublin verlängerten ihre Citadis 301 um zehn Meter zu Fahrzeugen des Typs 401. Die Fahrzeuge verfügen vorn und hinten über echte Drehgestelle.

### Zweite Generation (202, 302, 402 und 502)

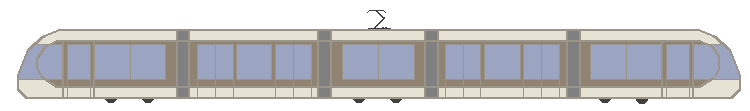
Skizze des Citadis 302 der Straßenbahn Nizza

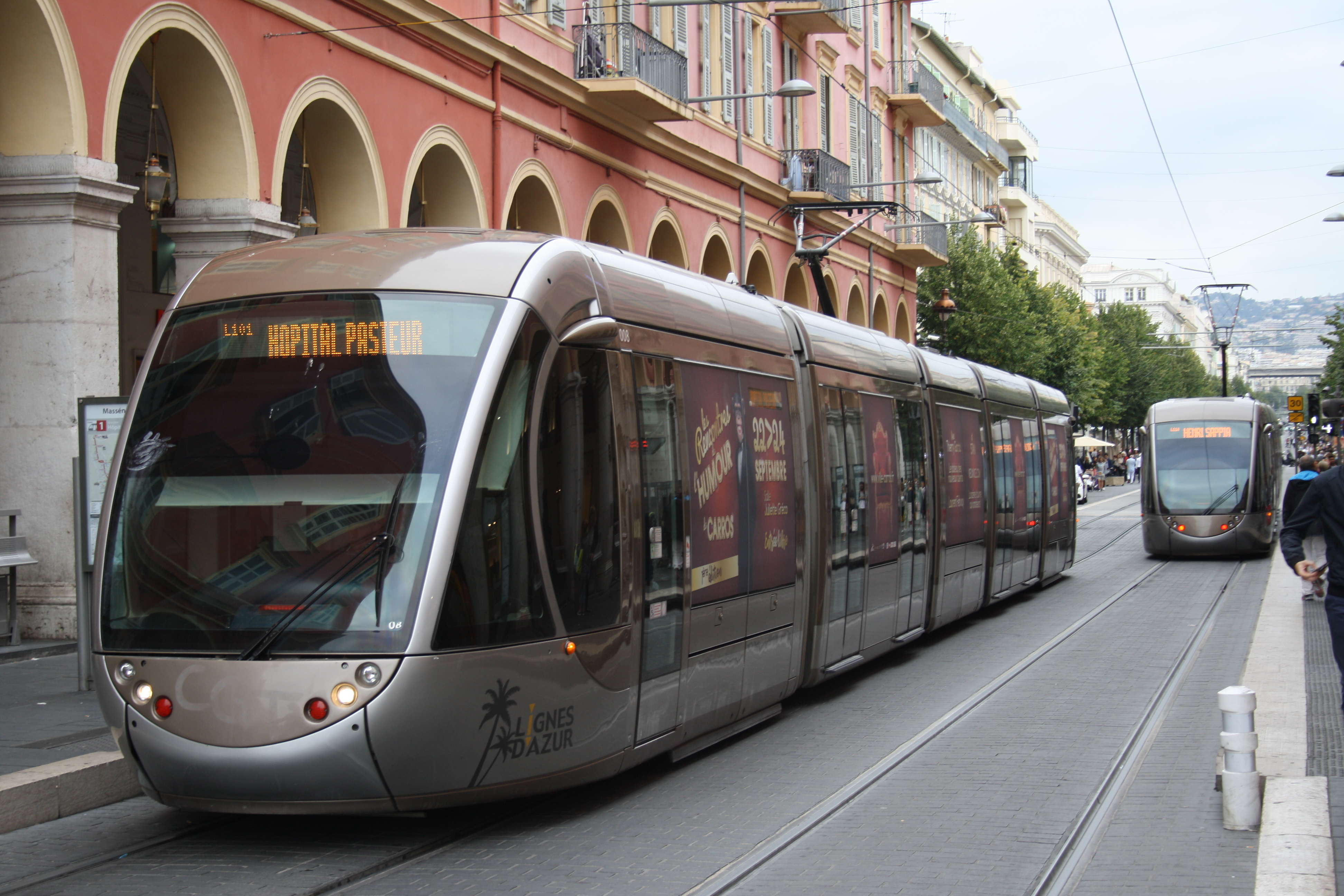
Fahrleitungsende an der Haltestelle Masséna in Nizza – der linke Zug bügelt ab

Bei der zweiten Generation (202, 302, 402 und 502) handelt es sich um Multigelenkwagen mit drei, fünf, sieben oder neun Wagenkästen und einem Niederfluranteil von 100 %. Während die dreiteiligen Fahrzeuge des Typs 202 nur zur Straßenbahn Melbourne ausgeliefert wurden, ist die Serie 302 mit über 1000 Exemplaren die am meisten nachgefragte Citadis-Serie. Auch die siebenteilige Variante 402 fand eine weite Verbreitung, wohingegen die mit 54,7 Metern besonders langen neunteiligen Fahrzeuge des Typs 502 nur bei der Straßenbahn Dublin verkehren. Die meisten dieser Fahrzeuge laufen auf Arpège-Laufwerken und haben Wagenkästen nach der Standardbauart. Für den Citadis 202 der Straßenbahn Melbourne und die Fahrzeuge der Straßenbahn Rotterdam wurden jedoch auch Wagen mit anderen Laufwerksbauarten und geraden Seitenwänden gebaut.

### Dritte Generation (403)

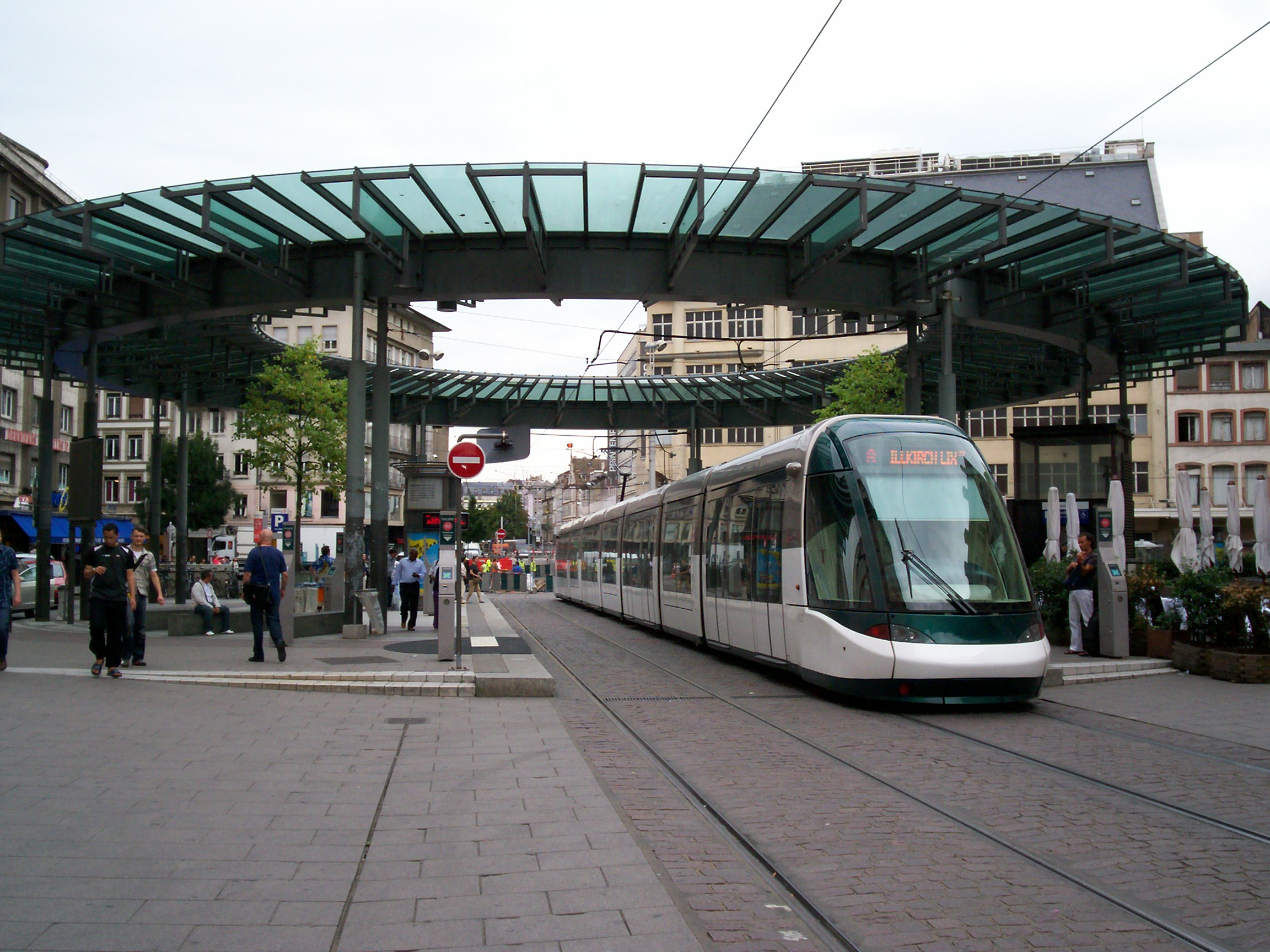
Citadis 403 in Straßburg

Die Fahrzeuge der Serie 403 wurden für die Straßenbahn Straßburg entwickelt und werden ausschließlich dort eingesetzt. Die Konstruktion unterscheidet sich von den Citadis X02 und X05 durch ein vergrößertes Endmodul mit zwei Einstiegen pro Seite, welches sich auf ein Kleinradlaufdrehgestell unter dem Führerstand und das angrenzenden Modul stützt. Die Citadis 403 sind siebenteilig und auf ihrer gesamten Länge von 45 m niederflurig.
Von 2005 bis 2007 verließen 41 Fahrzeuge der ersten Variante die Produktionsstätte von Alstom in Reichshoffen. Für den Betrieb nach Kehl und den Ersatz der älteren Eurotrams werden 22 + 17 Fahrzeuge der Weiterentwicklung 403NG in zwei Serien von 2016 bis 2018 und ab 2021 ausgeliefert. Durch den modifizierten Fahrzeugkopf erhöht sich ihre Länge etwas auf 45,5 m.

### Vierte Generation (304)

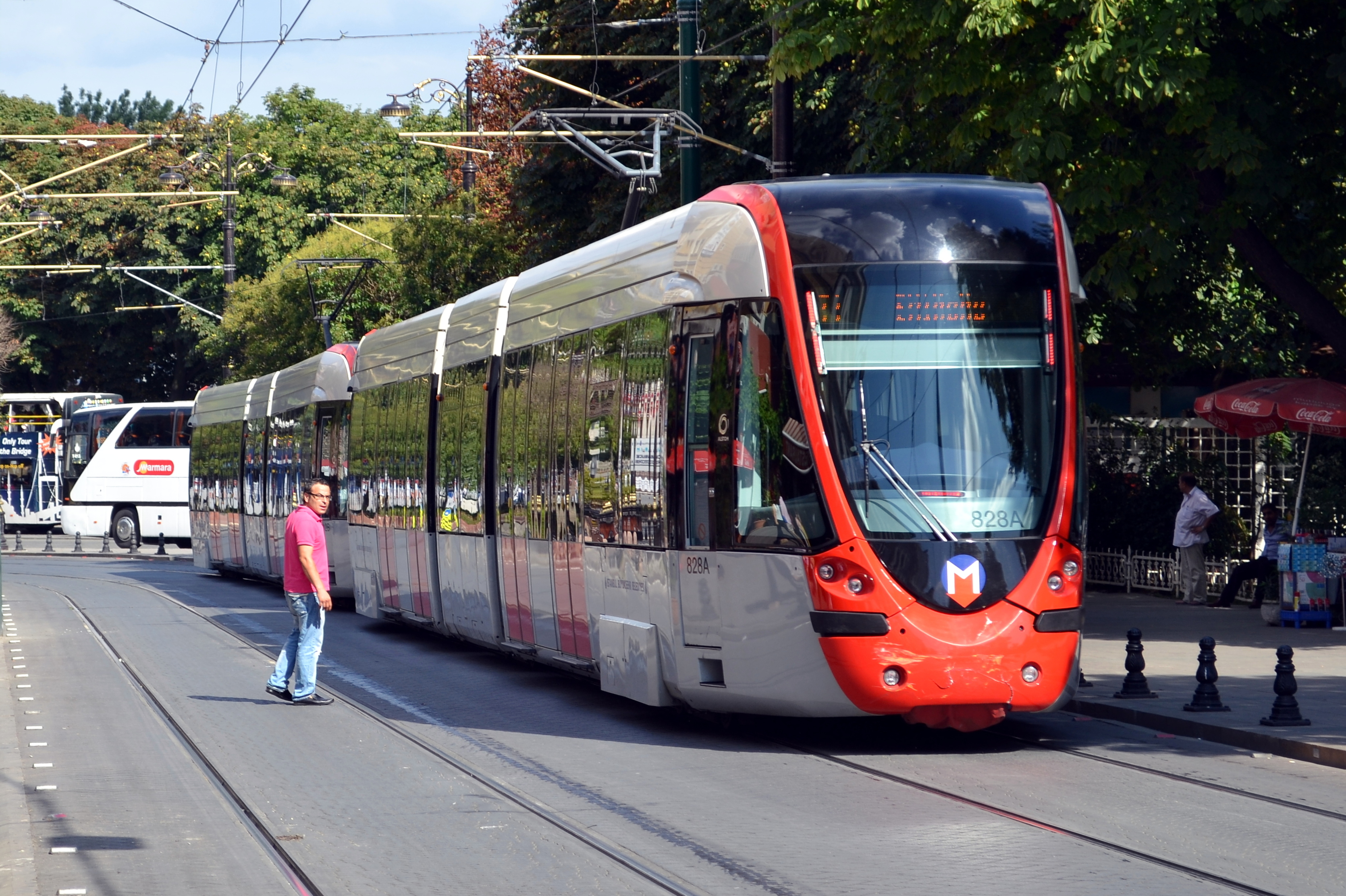
Citadis 304 im Einsatz in Istanbul

Für den mittel- und osteuropäischen Markt wurde der Citadis X04 entwickelt, der in Polen bei Alstom Konstal produziert wird. Die X04 basieren zwar auf dem modularen Konzept der Citadis-Familie, sie werden jedoch in Stahl-Bauweise hergestellt. Sie sind im Durchgang stufenfrei, aufgrund der Bodenhöhe über den Ixège-Laufwerken jedoch nicht nach jeder Definition zu 100 % niederflurig. Wie bei der ersten Generation laufen die Endwagen auf je einem Triebdrehgestell, es gibt jedoch keine Fahrgasttüren an den Enden. Neben einem Prototyp wurde schließlich jedoch nur eine Serie von 37 Wagen für die Linie 1 der Straßenbahn Istanbul gebaut. Es handelt sich jeweils um ungefähr 30 Meter lange Wagen und somit konkret den Typ 304.

### Fünfte Generation (Compact, X05 und SX05)

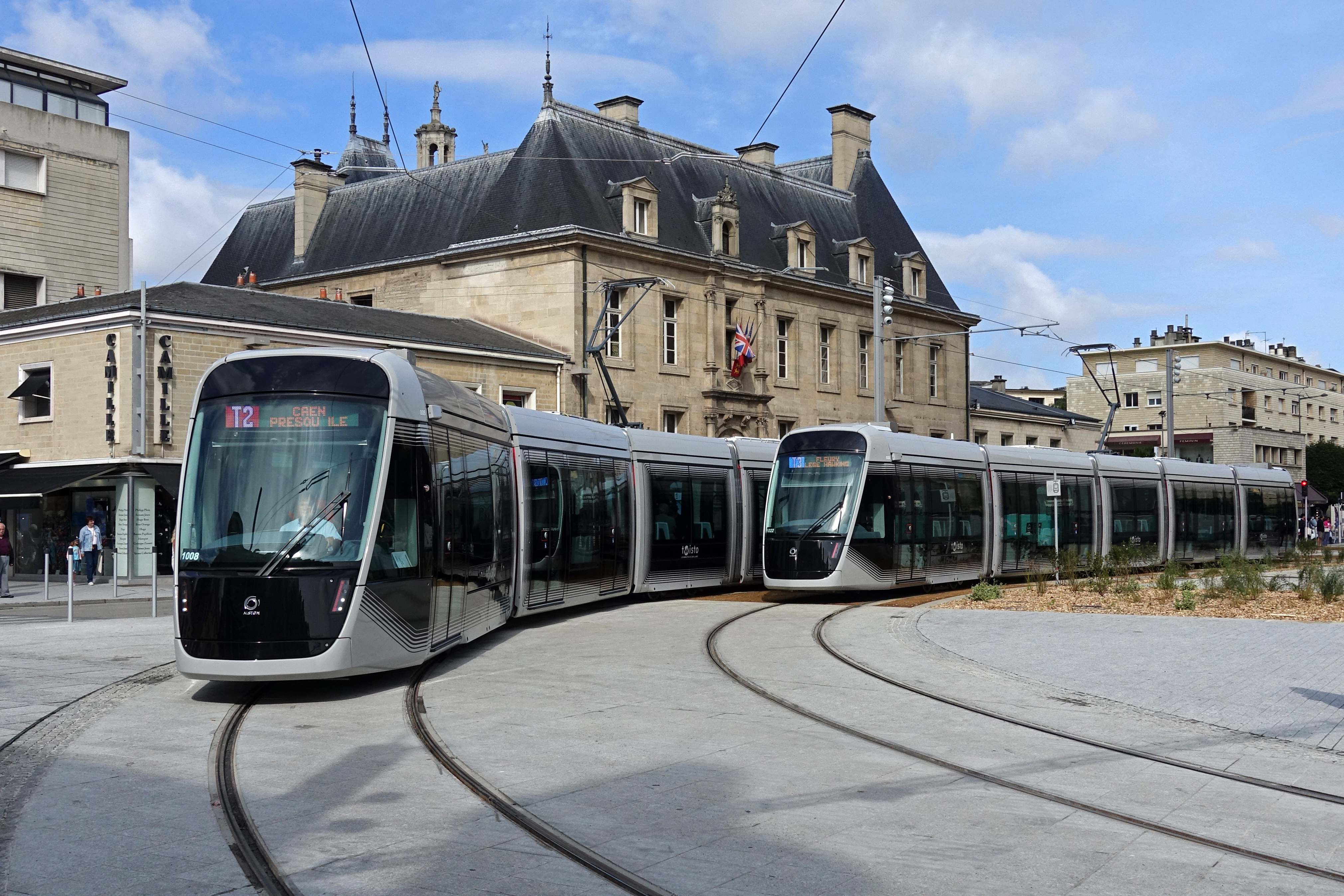
Citadis 305 in Caen

Das ursprüngliche Grundkonzept dieses Citadis-Typs wurde 2014 auf der InnoTrans Berlin vorgestellt. Wie bei der zweiten Generation sind drei-, fünf und siebenteilige Multigelenkwagen vorgesehen, nun jedoch auf Ixège-Laufwerken und mit Synchronmaschinen mit Permanentmagneterregung statt Asynchronmaschinen. Die Typenbezeichnungen lauten 205, 305 und 405, wobei die kürzeste Variante 205 zuvor bereits als Citadis Compact vermarktet worden war. Inzwischen weichen viele Varianten sehr deutlich von diesem Grundkonzept ab, beispielsweise durch die Verwendung von Arpège-Laufwerken oder die Bauweise der dritten Generation mit Kleinraddrehgestellen an den Enden. Auch bei vielen Fahrzeugen dieses Typs kommen Technologien für oberleitungsfreies Fahren zum Einsatz.
Ebenfalls der fünften Generation zugeordnet werden Drehgestellwagen für die Straßenbahn Frankfurt am Main und die Stadtbahn Köln, welche jedoch konstruktiv sehr grundsätzlich von den anderen Citadis X05 abweichen. In Zusammenhang mit den Frankfurter Fahrzeugen wurde für diese auch die Bezeichnung Citadis SX05 genannt.

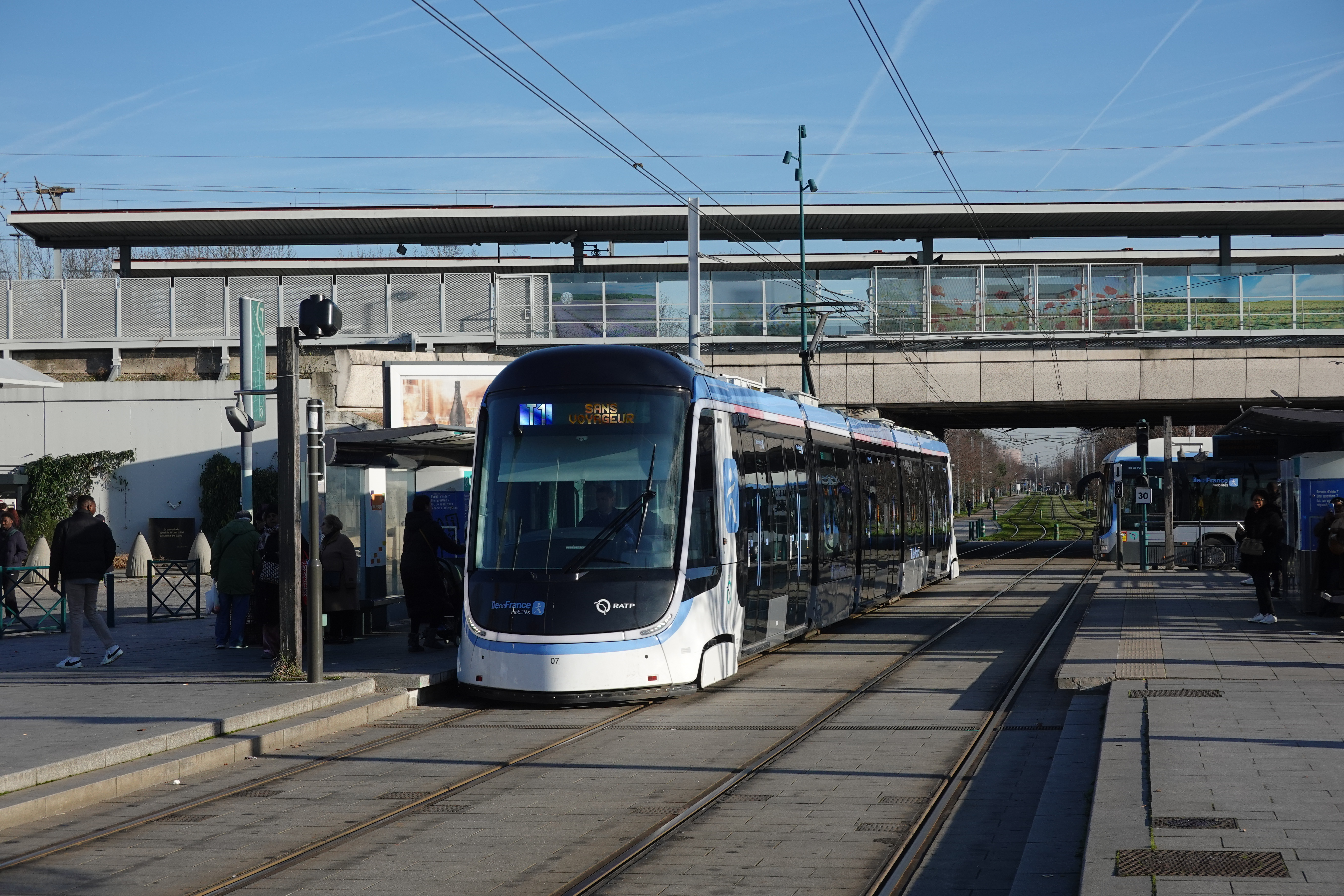
Citadis 305 mit Kleinraddrehgestellen an den Enden in der Île-de-France

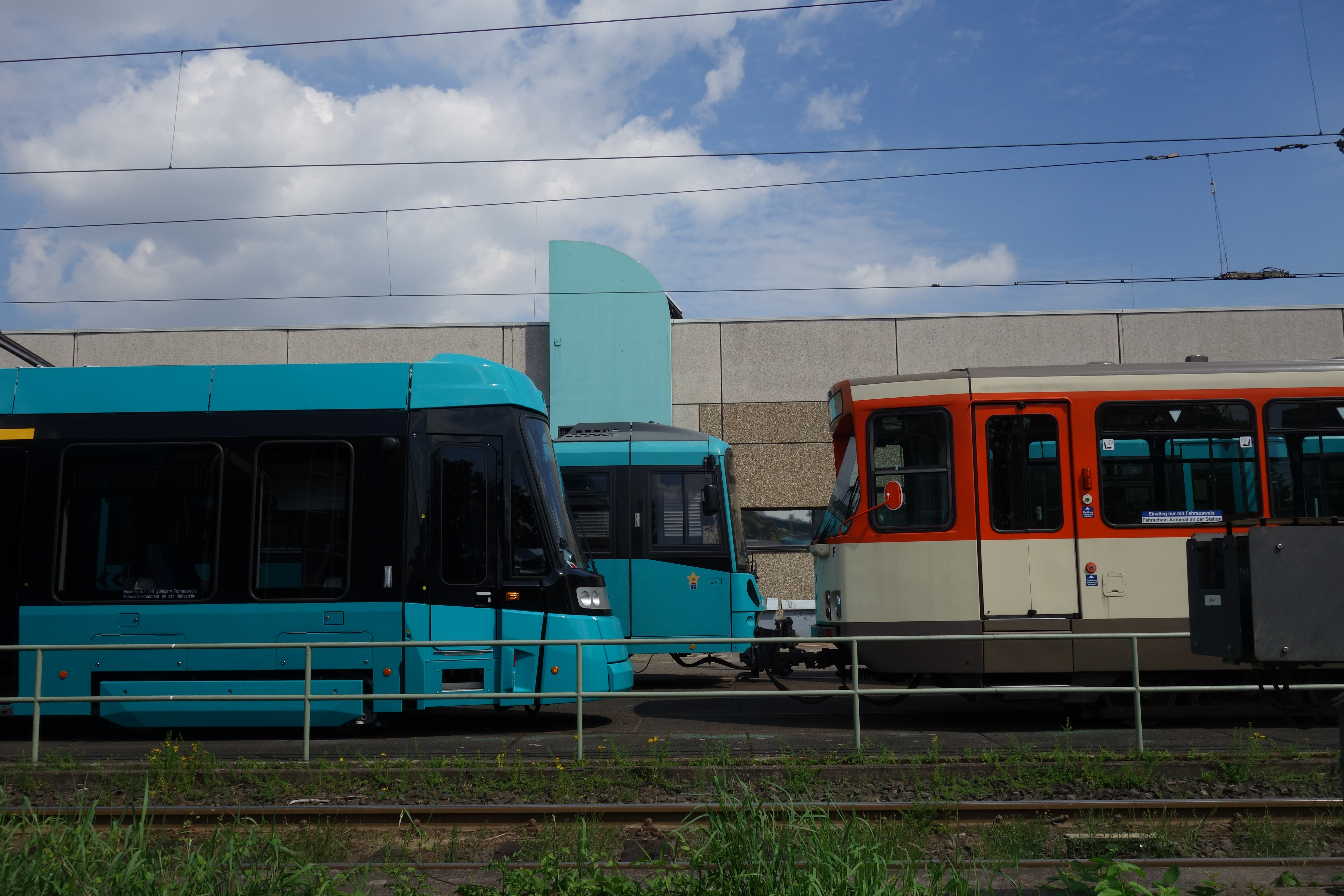
Citadis S305 der Straßenbahn Frankfurt am Main (links im Bild)

### Citadis Spirit

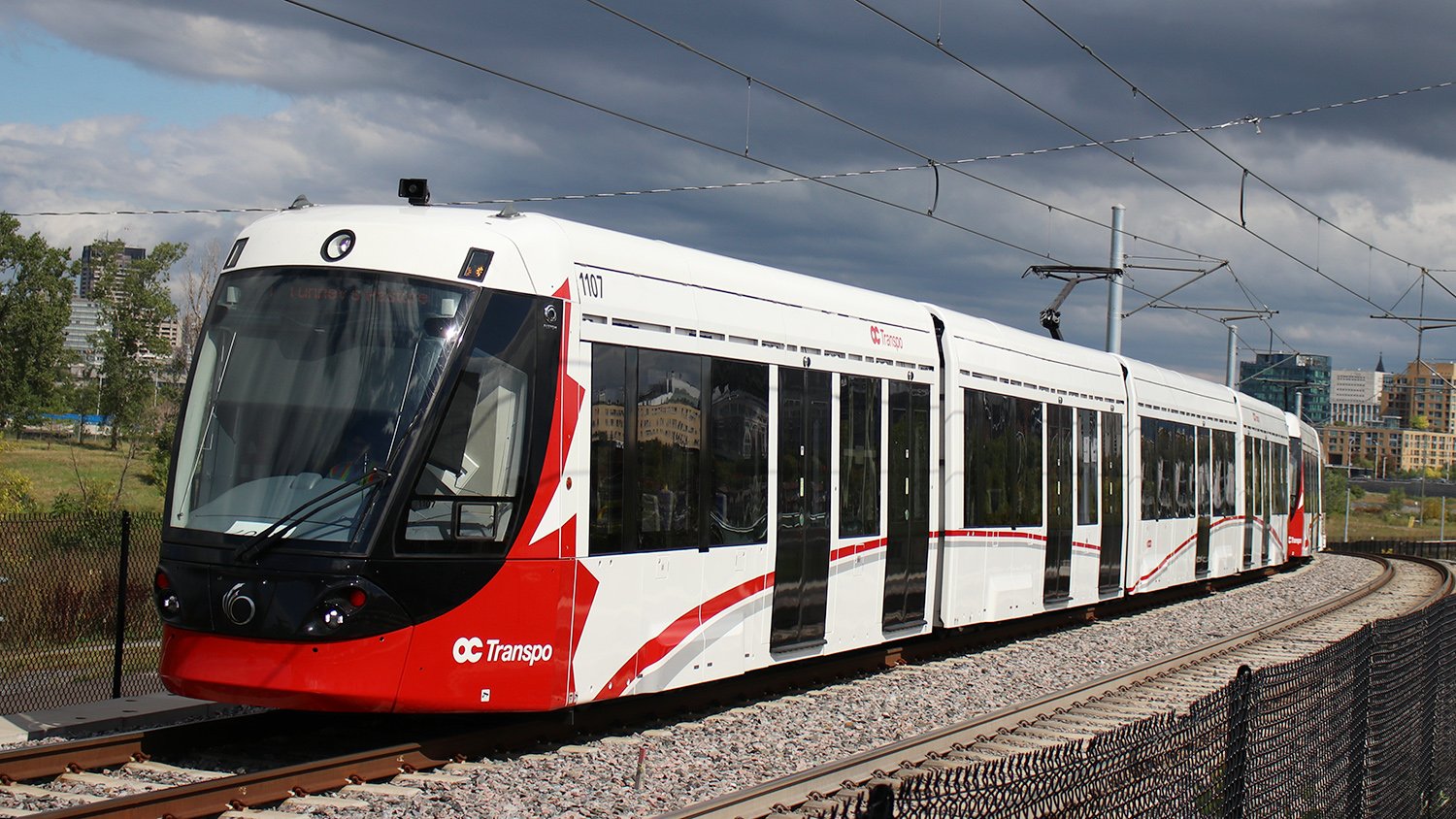
Citadis Spirit in Ottawa

Für den nordamerikanischen Stadtbahn-Markt bietet Alstom den Drehgestell-Fahrzeugtyp Citadis Spirit an, welcher auf dem Citadis Dualis basiert. Aufträge für diesen erhielt Alstom von drei kanadischen Unternehmen.

### Citadis Tramrus 1520
In den Jahren 2013 bis 2014 wurden in Zusammenarbeit mit Transmashholding insgesamt fünf dreiteilige, 2,5 m breite Fahrzeuge für Moskau und Sankt Petersburg gebaut. Die Anordnung der angetriebenen Drehgestelle an den Enden und des nicht ausdrehbaren Laufwerks in der Mitte entspricht dem Prinzip des Citadis 301. Der Durchgang ist allerdings auch über den Drehgestellen stufenfrei und die Laufwerke basieren auf der von Alstom als Ixège bezeichneten Bauart, jedoch mit flexiblem Rahmen. Der Radstand beträgt jeweils 1850 mm, der Raddurchmesser 630 mm. Es handelt sich um Einrichtungswagen mit Einzeltüren jeweils an den Fahrzeugenden und je einer Doppeltür zwischen den Enddrehgestellen und den Gelenken.

### Citadis Classic
Als Citadis Classic bezeichnet Alstom Fahrzeuge mit Drehgestellen für schon lange bestehende Straßen-/Stadtbahnnetze, sowohl nieder- als auch hochflurig. Konkret benannt und abgebildet sind auf der zugehörigen Internetseite ausschließlich niederflurige Fahrzeuge, welche ursprünglich den Typen Flexity Classic, Flexity Swift, Flexity Citytram Low-Floor und Citadis SX05 zugeordnet waren. Die Plattformen wurden zum Teil von Bombardier Transportation entwickelt und vertrieben und gingen 2021 an Alstom über.
| ursprüngliche Einordnung   | Netz                          | Betriebsseitige Bezeichnung | Wagenteile | Drehgestelle | nicht ausdrehbare Laufwerke |
| -------------------------- | ----------------------------- | --------------------------- | ---------- | ------------ | --------------------------- |
| Citadis S305               | Straßenbahn Frankfurt am Main | T                           | 3          | 4            | 0                           |
| Citadis S405               | Straßenbahn Frankfurt am Main | T                           | 4          | 5            | 0                           |
| Flexity Citytram Low-Floor | Straßenbahn Dresden           | NGTDXDD                     | 5          | 4            | 1                           |
| Flexity Classic            | Straßenbahn Duisburg          | GT8ND                       | 3          | 4            | 0                           |
| Flexity Swift              | Straßenbahn Göteborg          | M33                         | 3          | 4            | 0                           |
| Flexity Swift              | Straßenbahn Göteborg          | M34                         | 5          | 6            | 0                           |
| Flexity Classic            | Straßenbahn Magdeburg         | NGT10D                      | 4          | 5            | 0                           |
| Flexity Swift              | Straßenbahn Melbourne         | E                           | 3          | 4            | 0                           |

### Ohne bekannte Bezeichnung
Mitte 2023 erhielt Alstom von SEPTA einen Auftrag über zunächst 130 zu 100 % niederflurige Fahrzeuge für die Straßenbahn Philadelphia. Optional können bis zu 30 weitere Wagen bestellt werden. Zu welchem Citadis-Typ diese fünfteiligen Multigelenkwagen gehören oder wie ggf. der neue Typ heißt, gab Alstom nicht bekannt.

## Mehrsystemwagen
Alstom produziert zwei Familien von Mehrsystemwagen, die unter den Namen Regio Citadis und Citadis Dualis auf Straßen- und Eisenbahnstrecken verkehren können.

### RegioCitadis

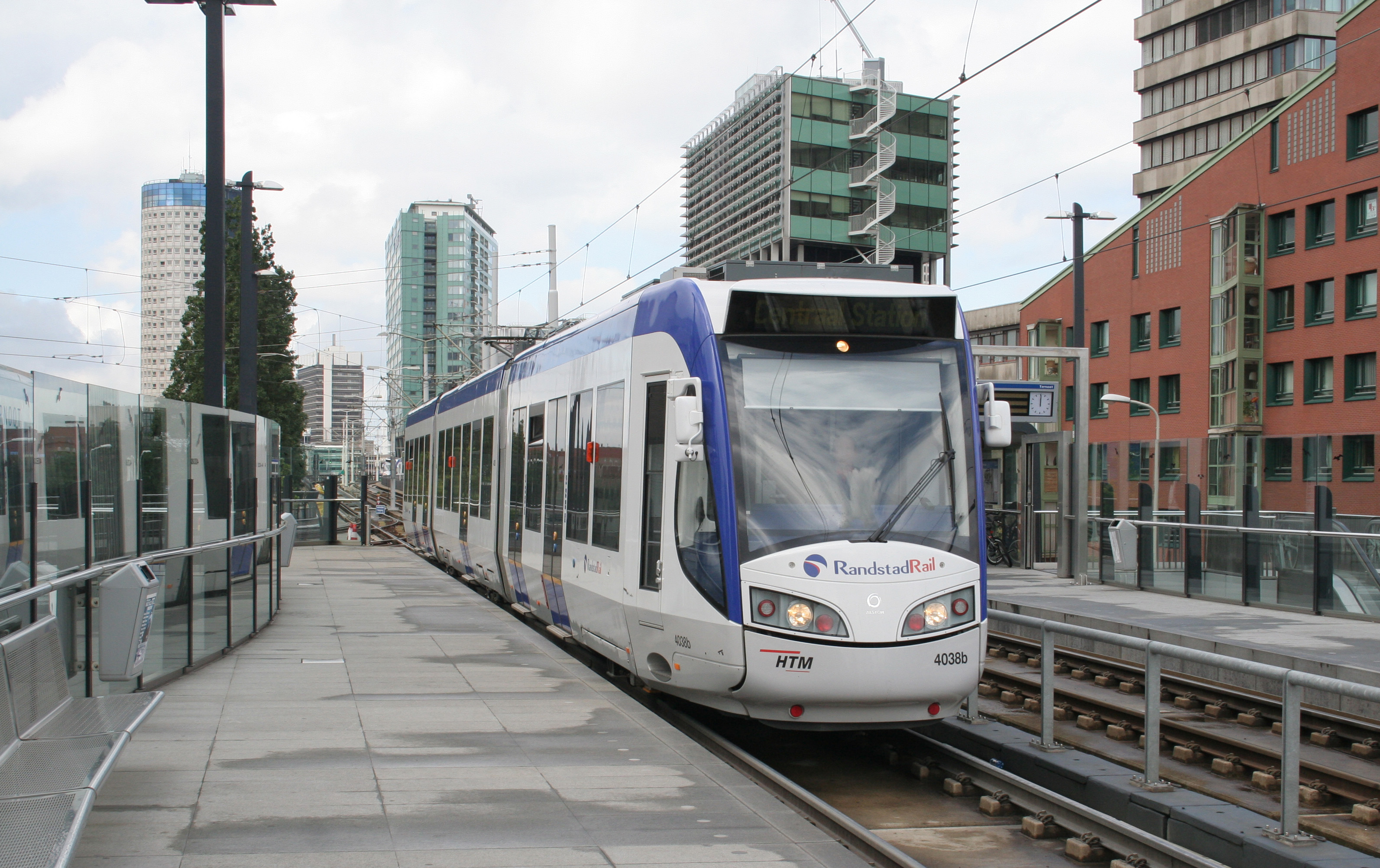
RegioCitadis von RandstadRail

Die RegioCitadis sind von Alstom LHB (früher Linke-Hofmann-Busch, jetzt Alstom Transport Deutschland) in Salzgitter entwickelte dreiteilige Triebzüge in modularer Stahlbauweise. Sie haben zwei Laufdrehgestelle unter dem Mittel- und je ein Triebdrehgestell unter den aufgesattelten Endwagen.
Nach Kassel wurden 18 Zweisystemwagen für 600 V Gleich- und 15 kV Wechselspannung bei 16,7 Hz sowie zehn Zweikraftfahrzeuge für 600 V Gleichspannung und Versorgung durch zwei auf dem Dach angeordnete Dieselgeneratoranlagen mit einer Leistung von je 375 kW geliefert. Es sind weltweit die ersten normalspurigen Zweikraftstraßenbahnwagen.
Außerdem wurden 54 Zweispannungseinheiten für 600 und 750 Volt in die Randstadregion für die RandstadRail in den Niederlanden geliefert. Später folgte eine Nachbauserie von 18 Fahrzeugen, gebaut im Alstom-Werk Reichshoffen.

### Citadis Dualis

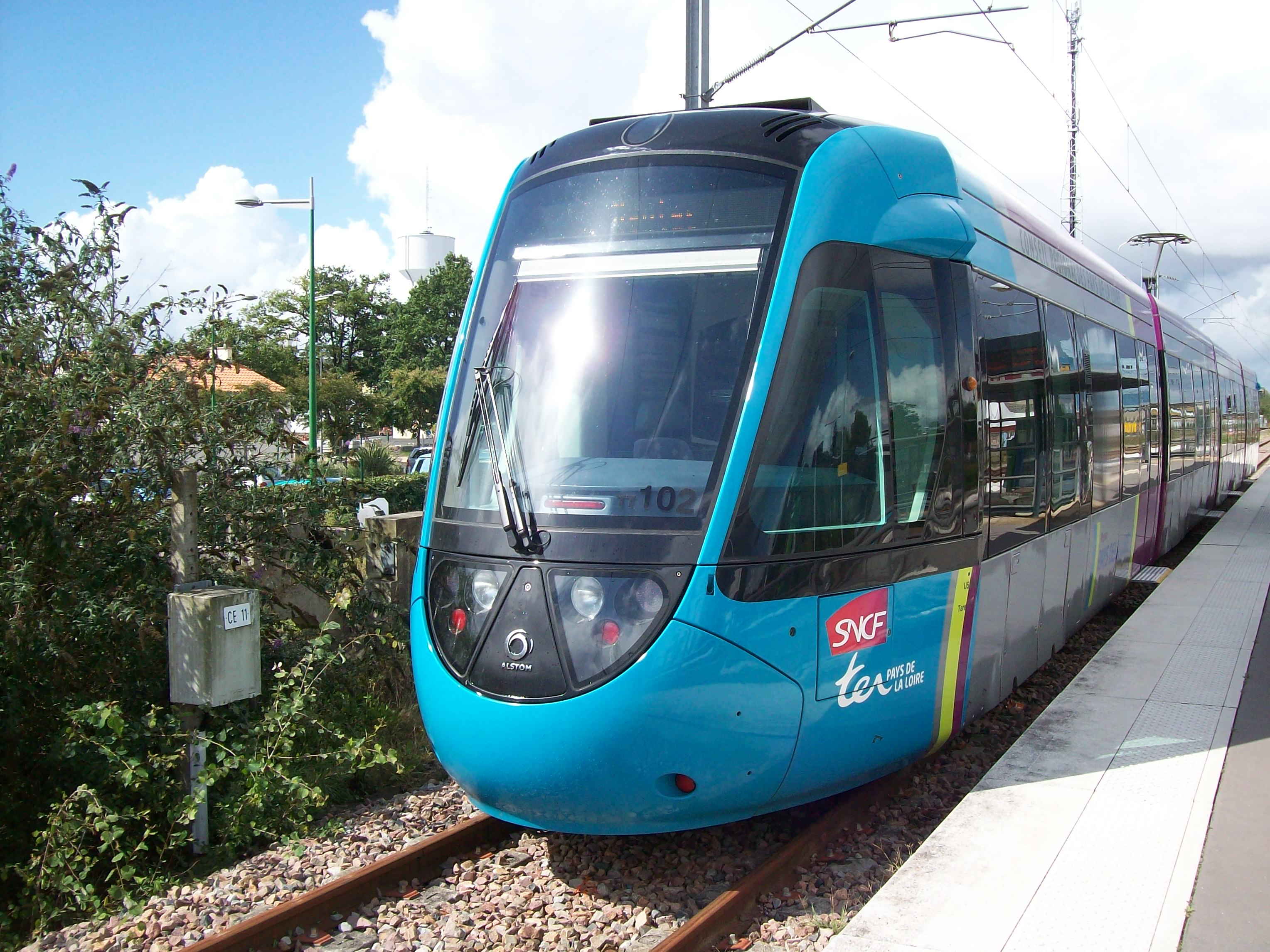
Citadis Dualis des Tram-Train von Nantes am Bahnhof Vertou

Die Citadis Dualis sind Zweisystemtriebwagen für 750 V sowie entweder 1500 V Gleich- oder 25 kV Wechselspannung bei 50 Hz. Es sind vierteilige Gelenkwagen, der Wagenkasten mit Stromabnehmer läuft auf zwei, die übrigen Teile auf nur je einem Drehgestell. Sie sind mit dem laufwerkslosen Ende auf dem benachbarten Wagenkasten aufgesattelt. Die vierteiligen Einheiten sind 42,575 m lang, 2,65 m breit, haben vier Doppeltüren pro Seite für den Fahrgastwechsel und sind mit einer Leistung von 900 kW auf eine Höchstgeschwindigkeit von 100 km/h ausgelegt. Kürzere bzw. längere Varianten sowie eine schmälere Variante sind ebenfalls möglich.
Die Citadis Dualis werden in Valenciennes entwickelt, nachdem das Konzept zuvor in Reichshoffen (dem Werk der früheren De Dietrich Ferroviaire, bzw. heute Alstom DDF) ausgearbeitet wurde.
Bisher wurden von der SNCF 125 Einheiten in Auftrag gegeben:
- 24 Fahrzeuge für 25 kV bei 50 Hz Wechsel- und 750 V Gleichspannung wurden für den Tram-Train Nantes in der Region Pays de la Loire beschafft und verkehren zwischen Nantes und Clisson sowie seit 2014 zwischen Nantes und Châteaubriant. Bei der SNCF werden diese Triebwagen als Baureihe U 53500 geführt.[31] Sie wurden in den Jahren 2011 bis 2015 in Betrieb genommen. Als Besonderheit verfügen sie über eine Toilette.

- 24 Zweispannungswagen für 750 V und 1500 V Gleichspannung verkehren seit Dezember 2012 auf dem Tram-train de l’Ouest lyonnais vom Bahnhof Lyon Saint-Paul aus in den Westen des Großraum Lyon.[32] Bei der SNCF werden diese Triebwagen als Baureihe U 52500 geführt.[33] Sie wurden in den Jahren 2011 bis 2013 in Betrieb genommen. In beiden Fällen ist ein Einsatz auf den bereits bestehenden Straßenbahnnetzen in der ersten Ausbaustufe nicht vorgesehen.
- Für den Betrieb auf den Straßenbahnlinien T4, T11, T12 und T13 um Paris wurden insgesamt 77 Citadis Dualis für 25 kV und 750 V bestellt. Die SNCF führt diese als Baureihen U52600, U 53600, U 53700 sowie U 53800.[34] Die ersten Fahrzeuge wurden im April 2017 in Betrieb genommen. Sie kommen auch auf der Linie P der Transilien-Vorortezüge zum Einsatz.

## Galerie

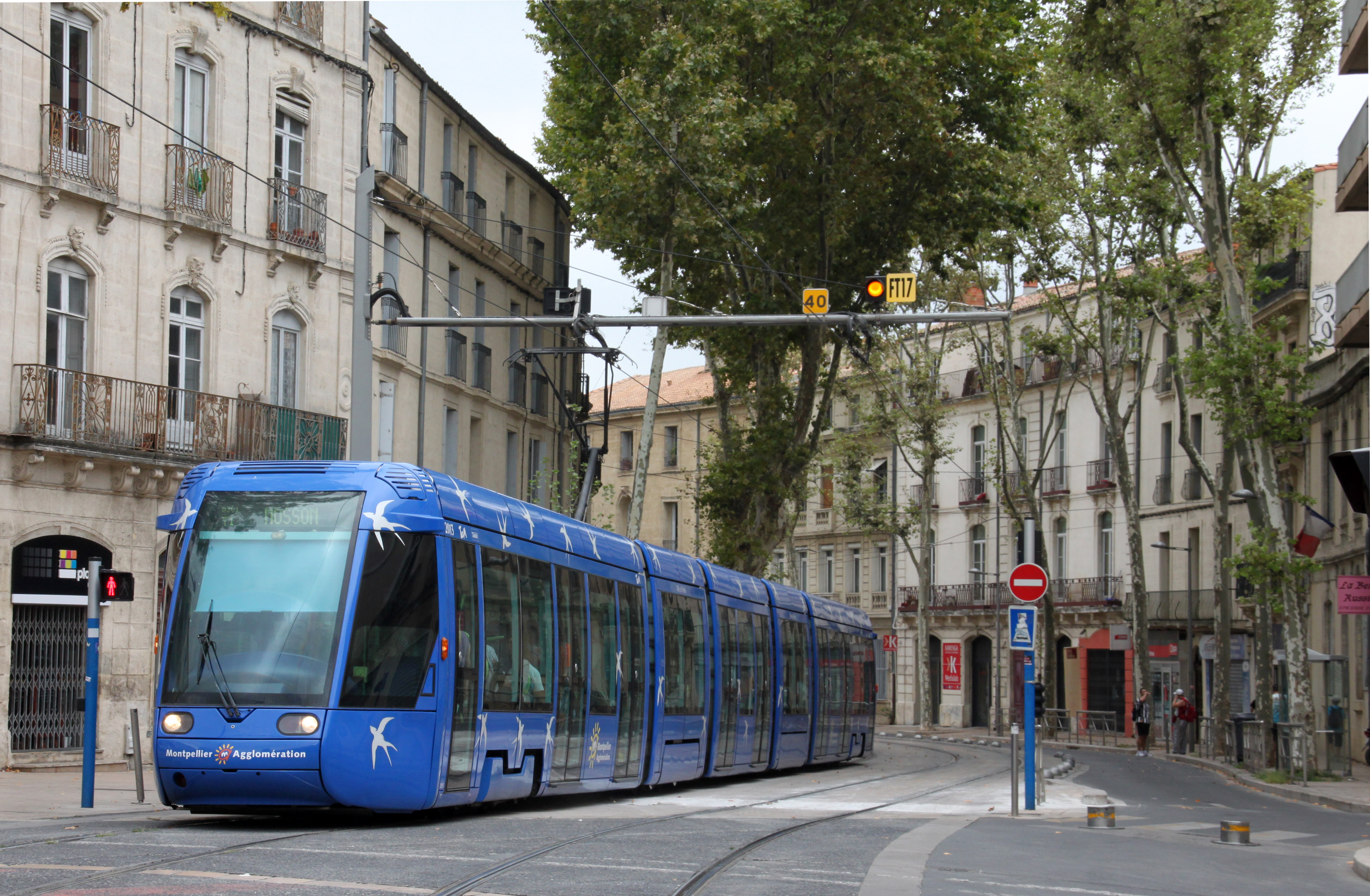
Die erste Generation der Citadis in Montpellier
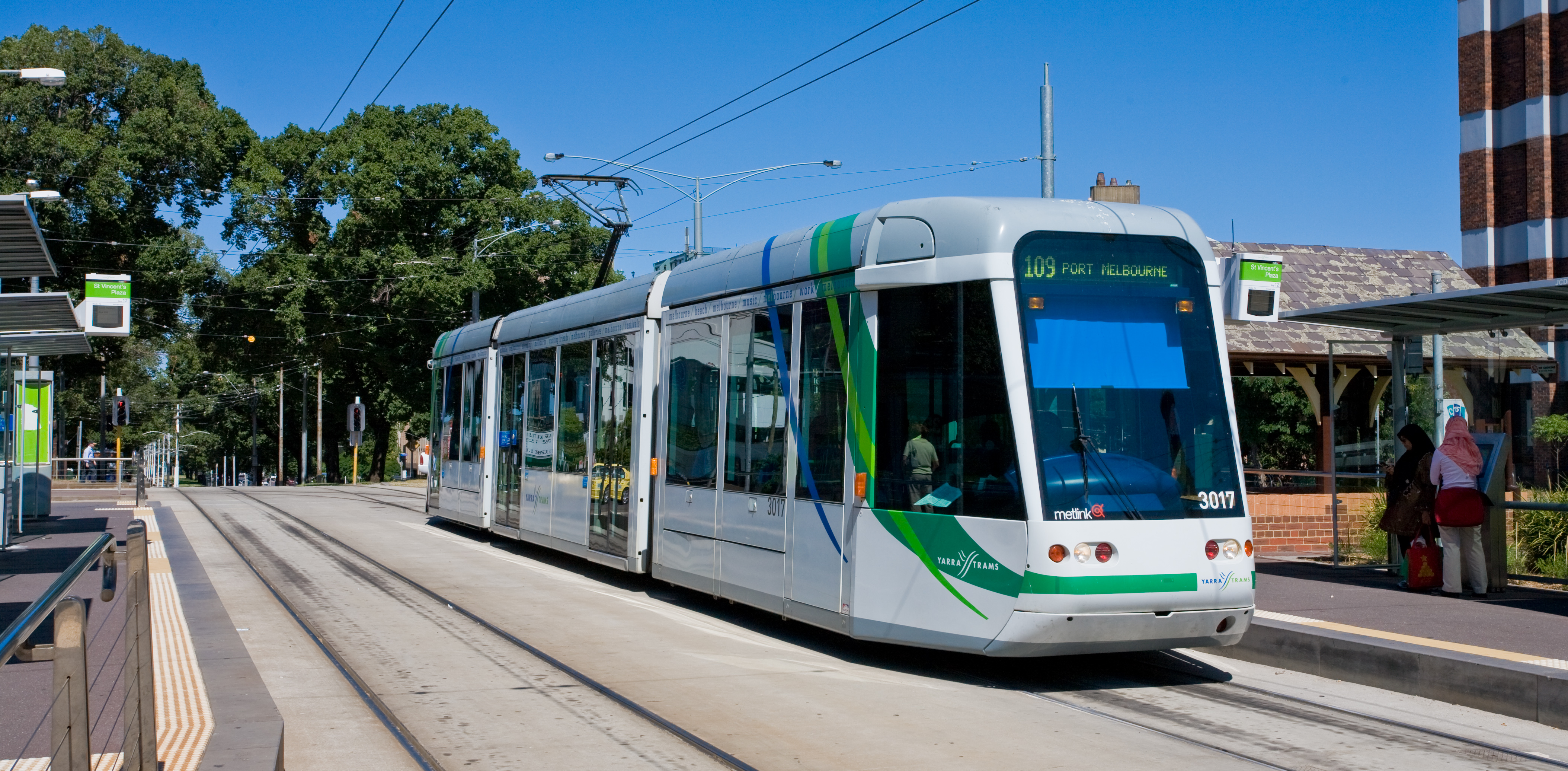
Citadis 202 in Melbourne, Australien
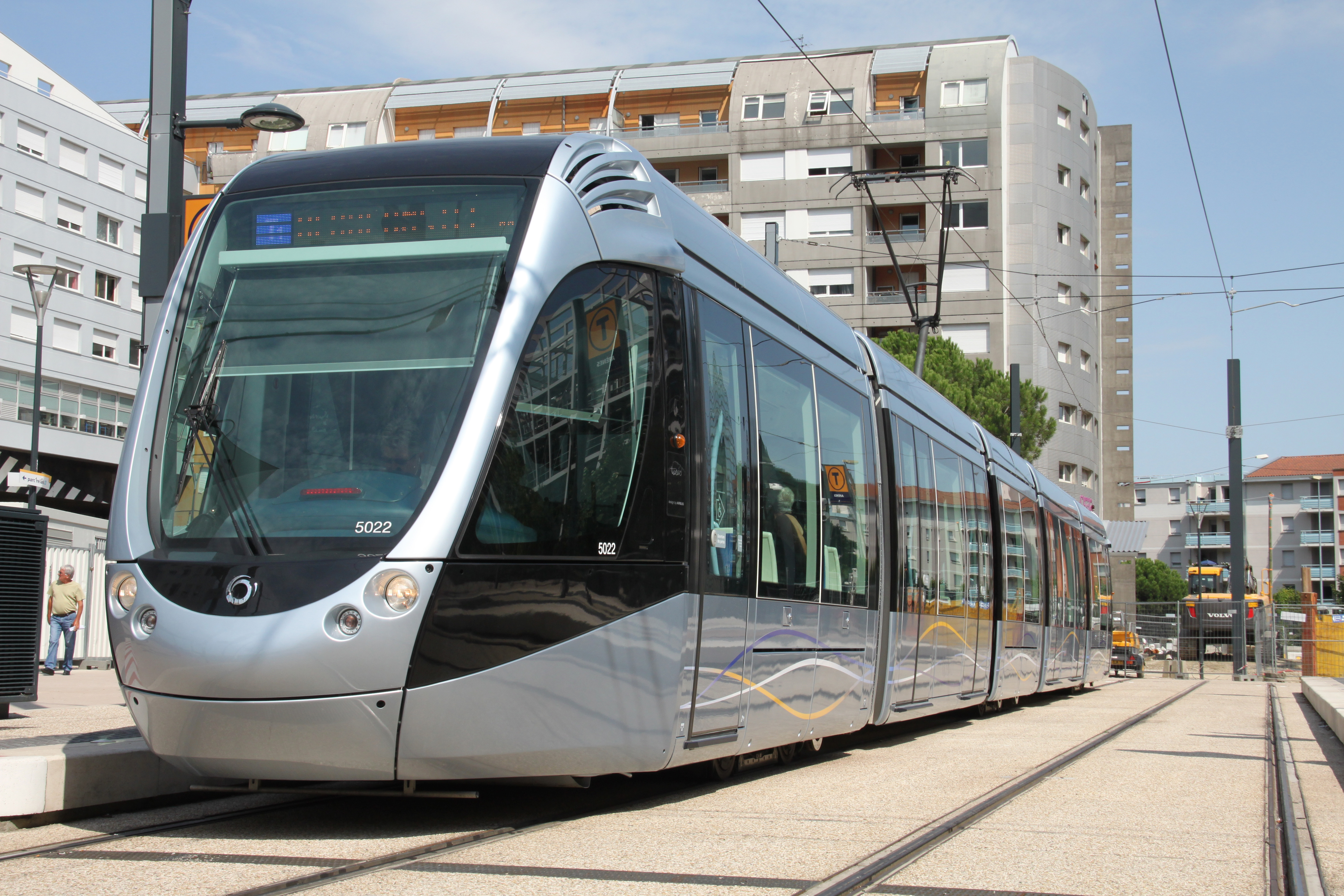
Unterschiedlich gestaltete Citadis: Toulouse,
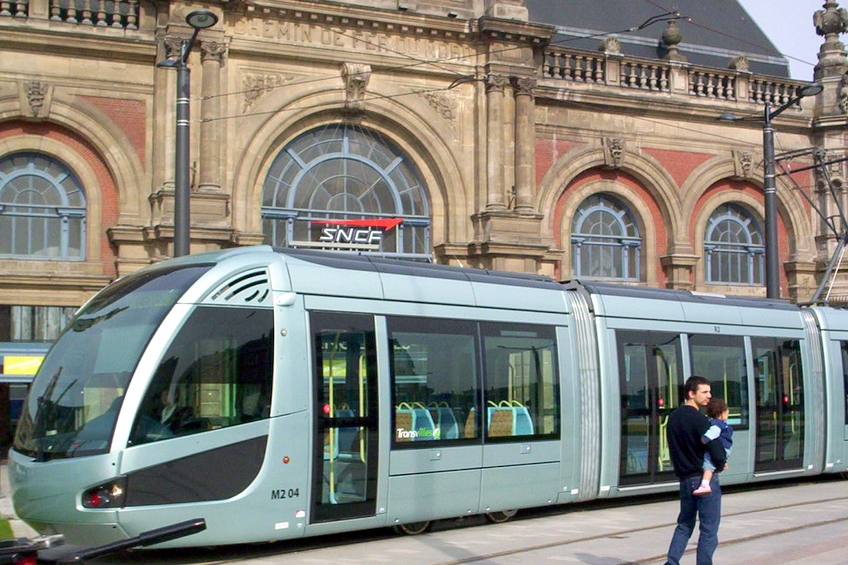
… Valenciennes,
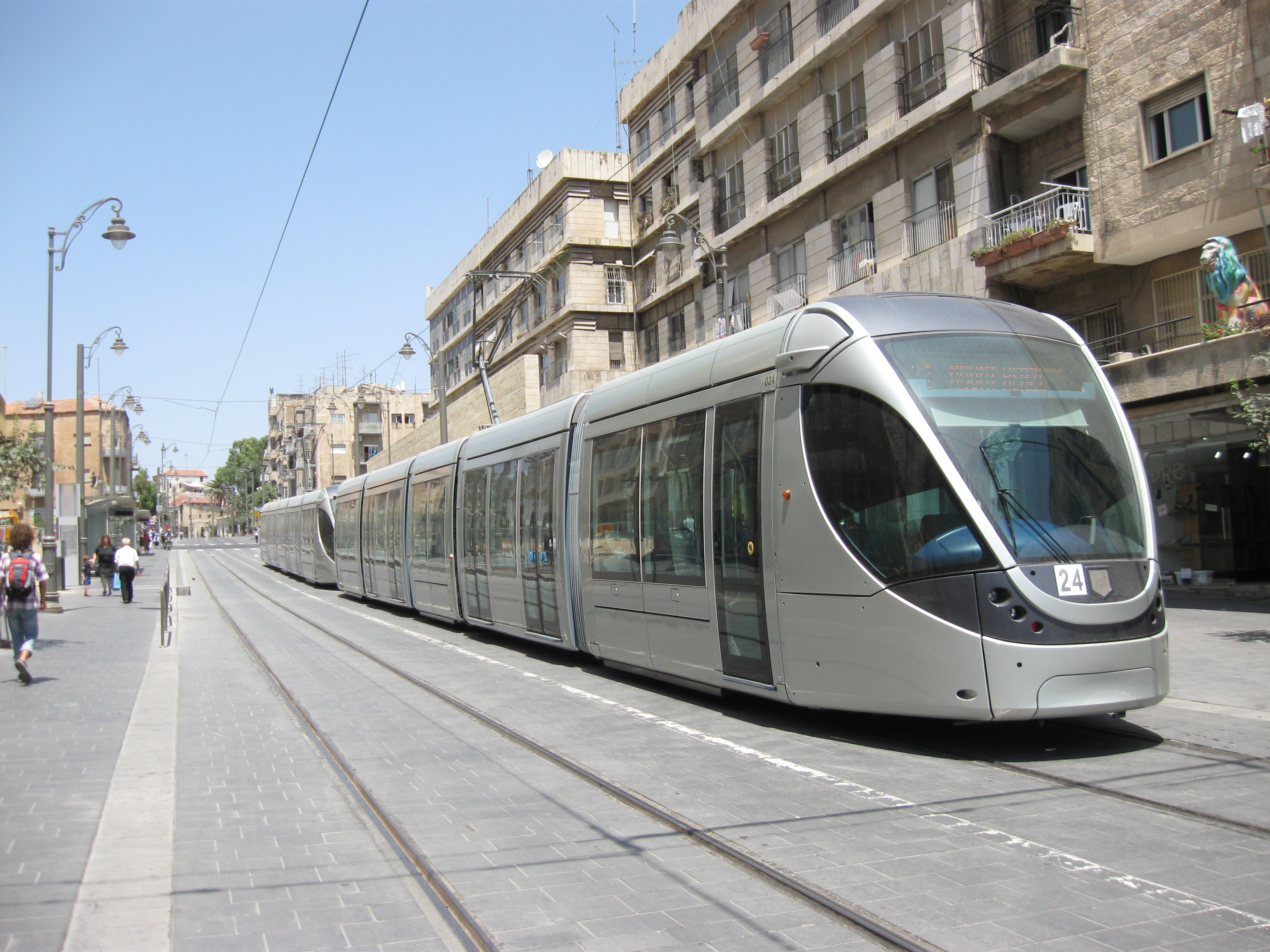
… Jerusalem,
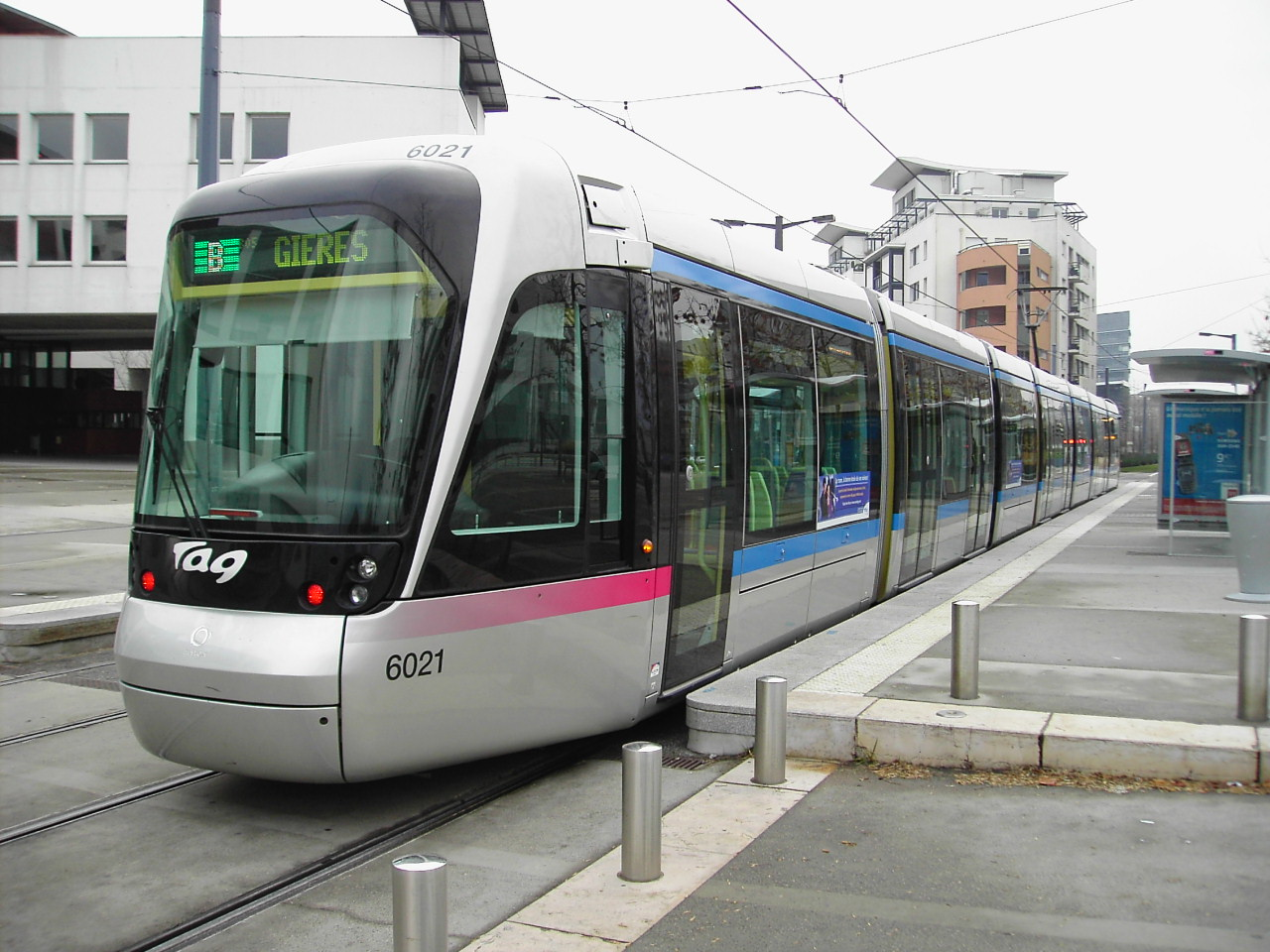
… Grenoble,
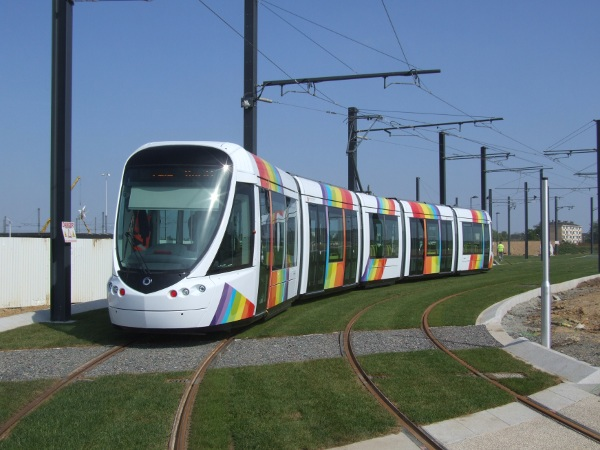
… Angers,
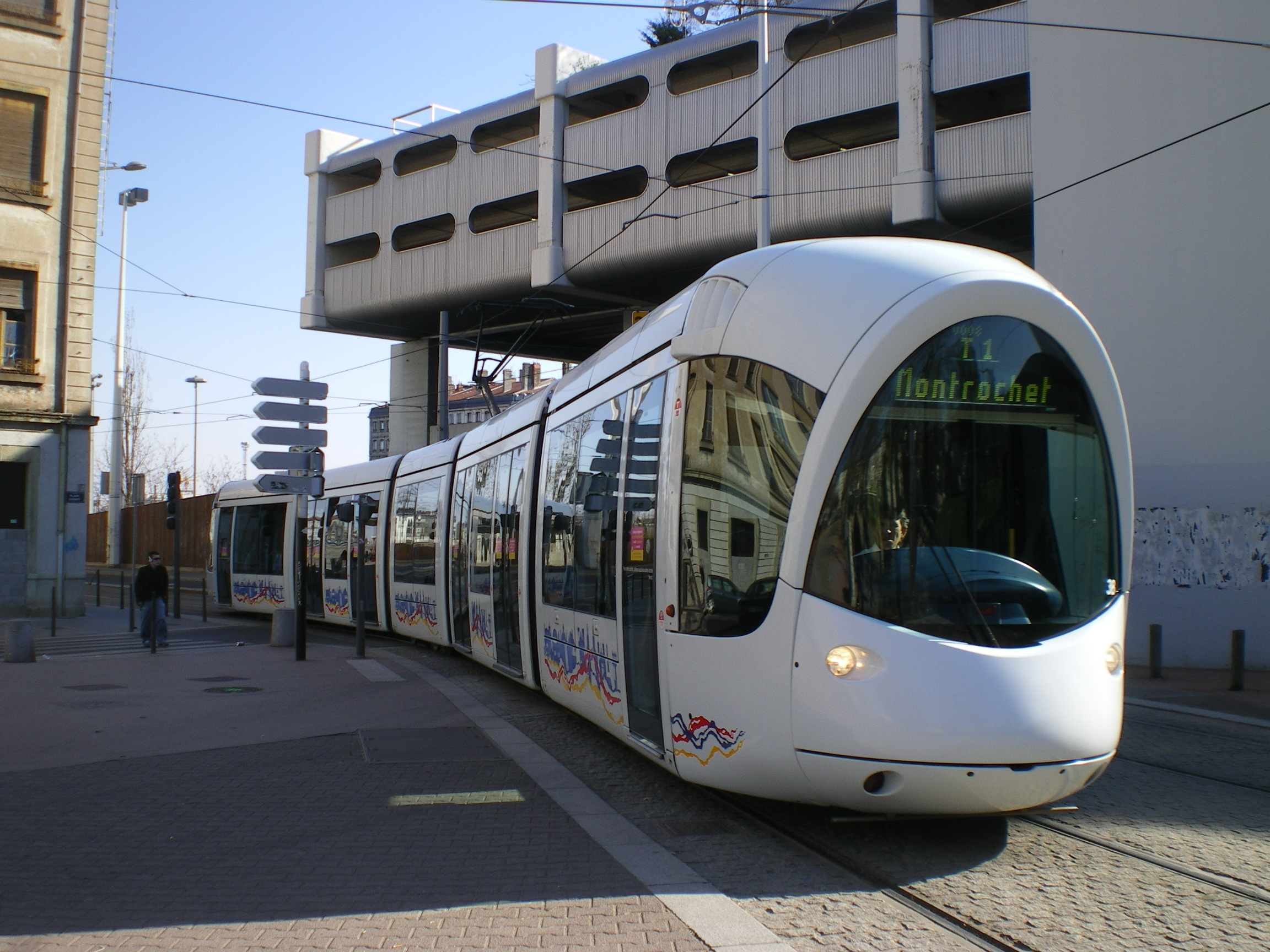
… Lyon,
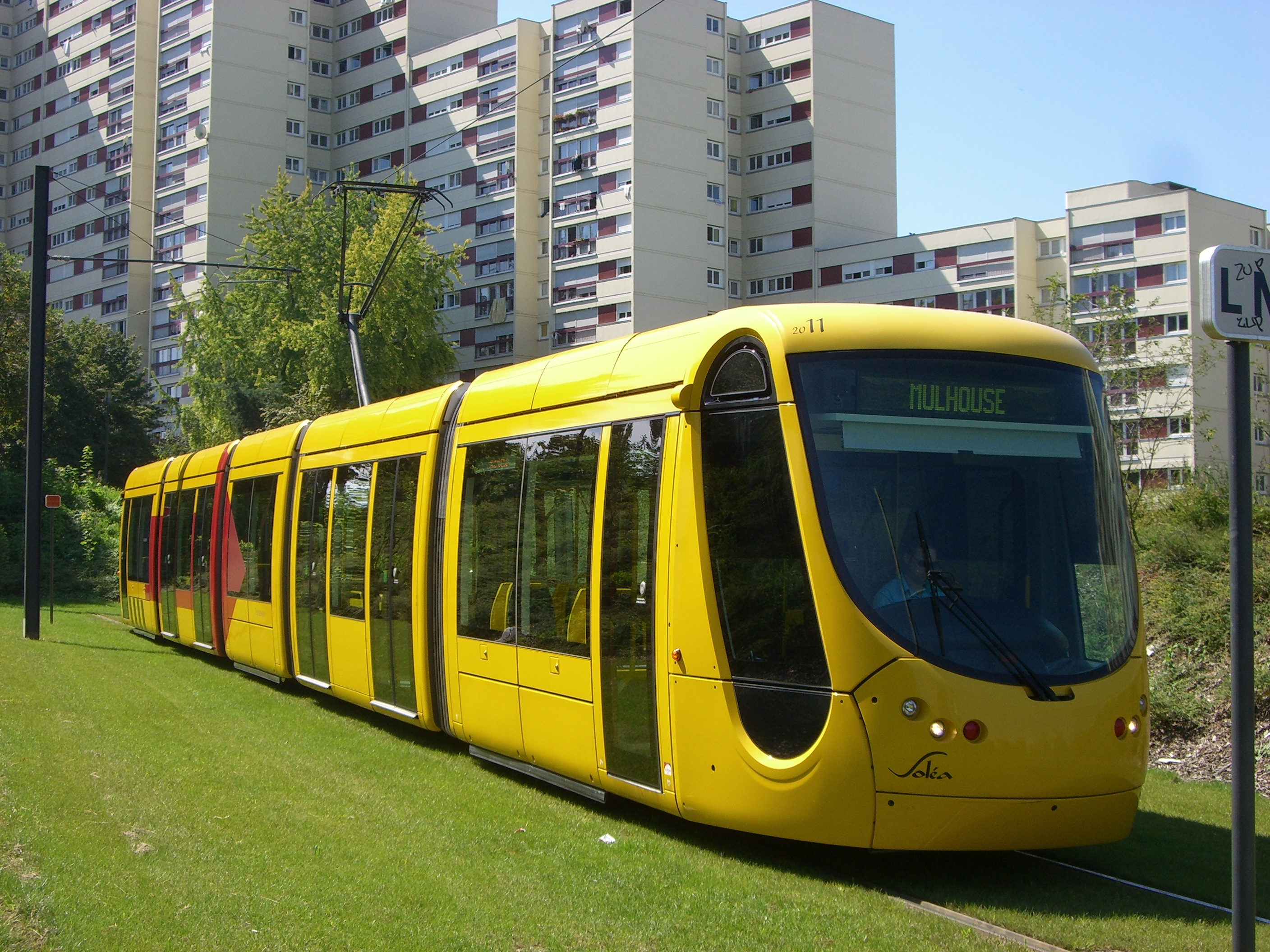
… Mulhouse
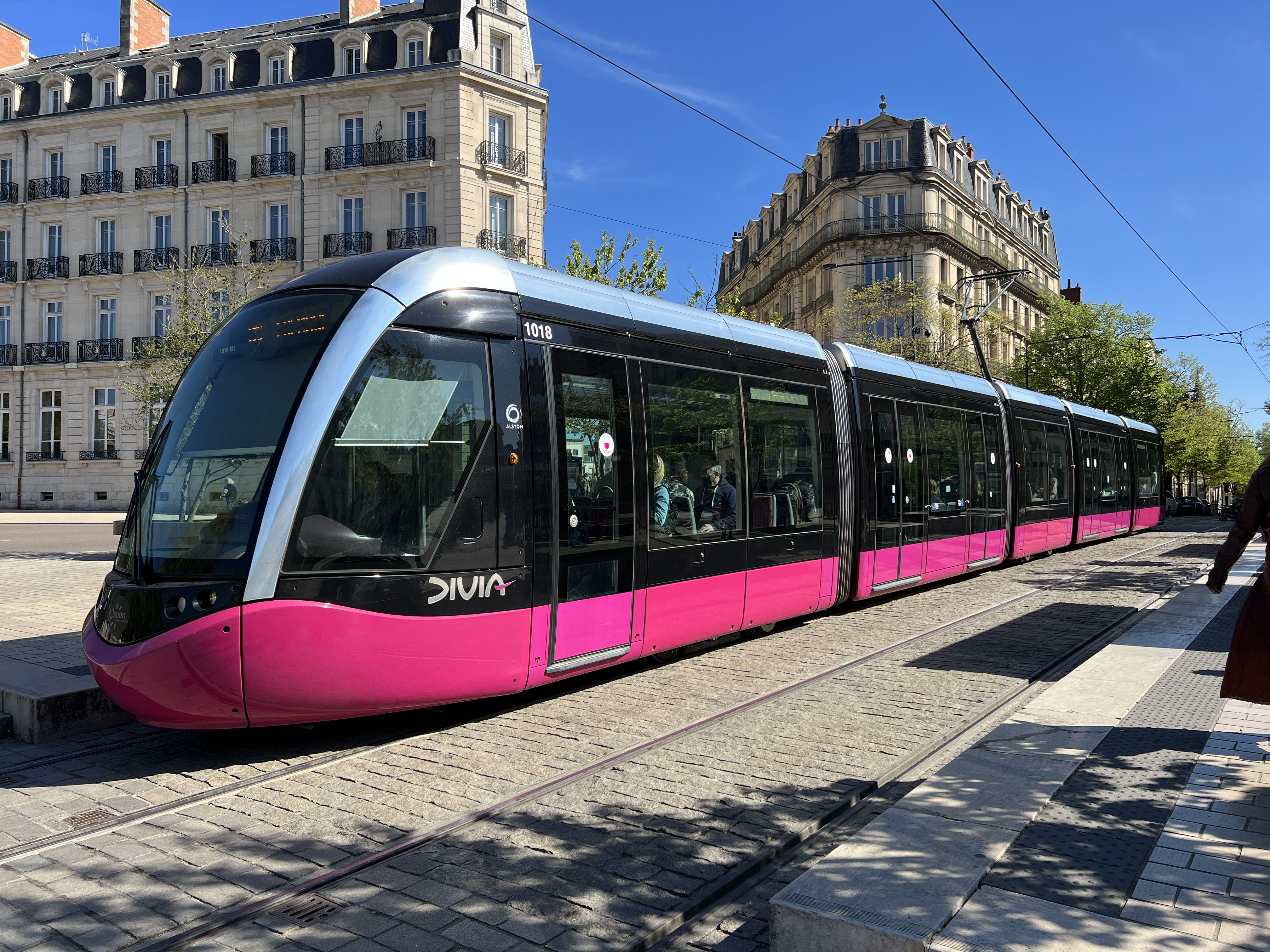
… Dijon
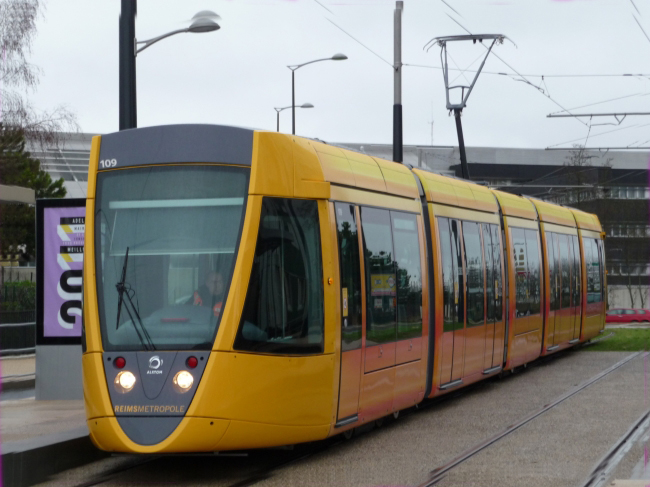
… und in Reims.
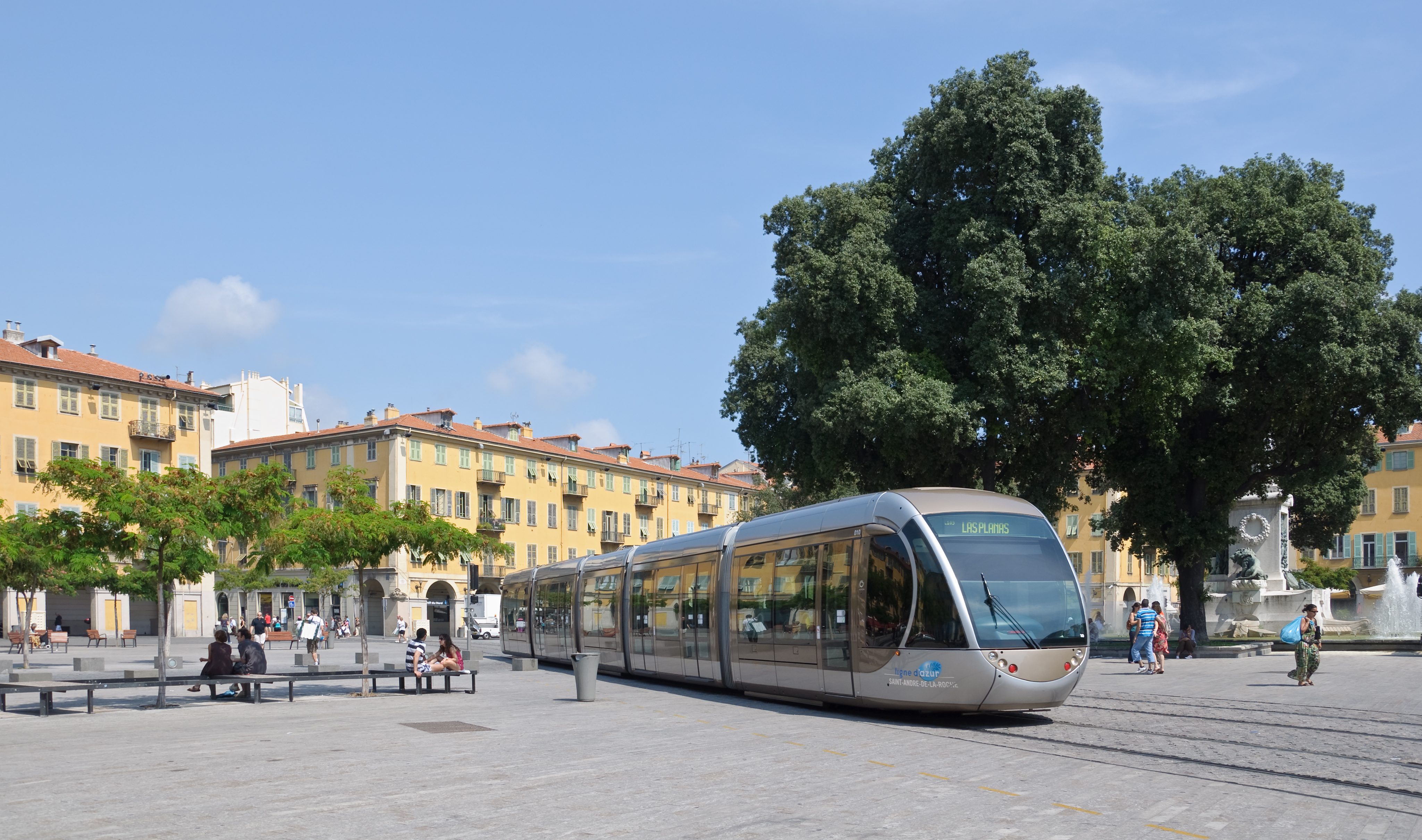
Batteriebetriebener Citadis 302 der Straßenbahn Nizza
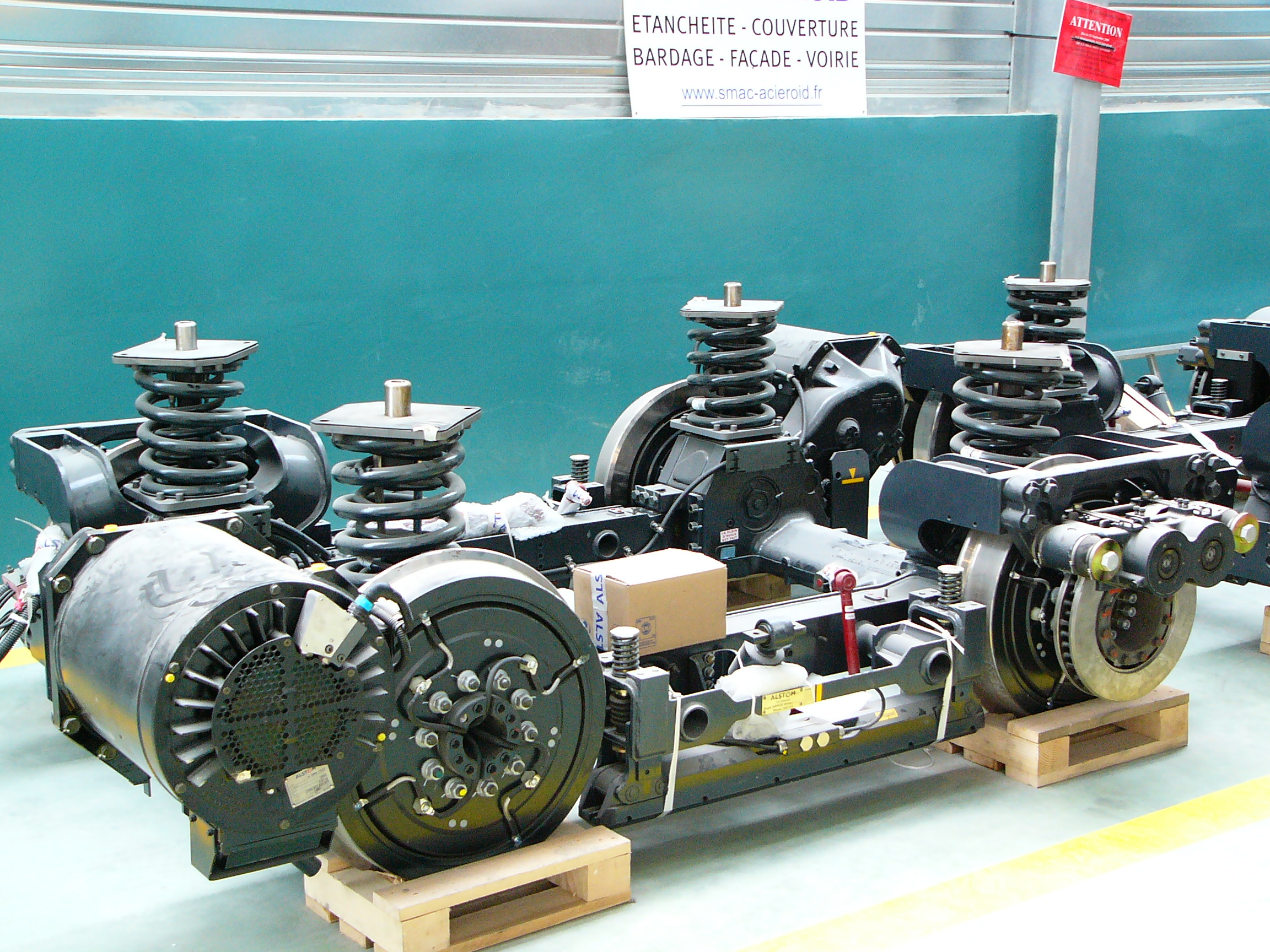
Angetriebenes Laufgestell der Citadis 302 und 402 der Straßenbahn Paris
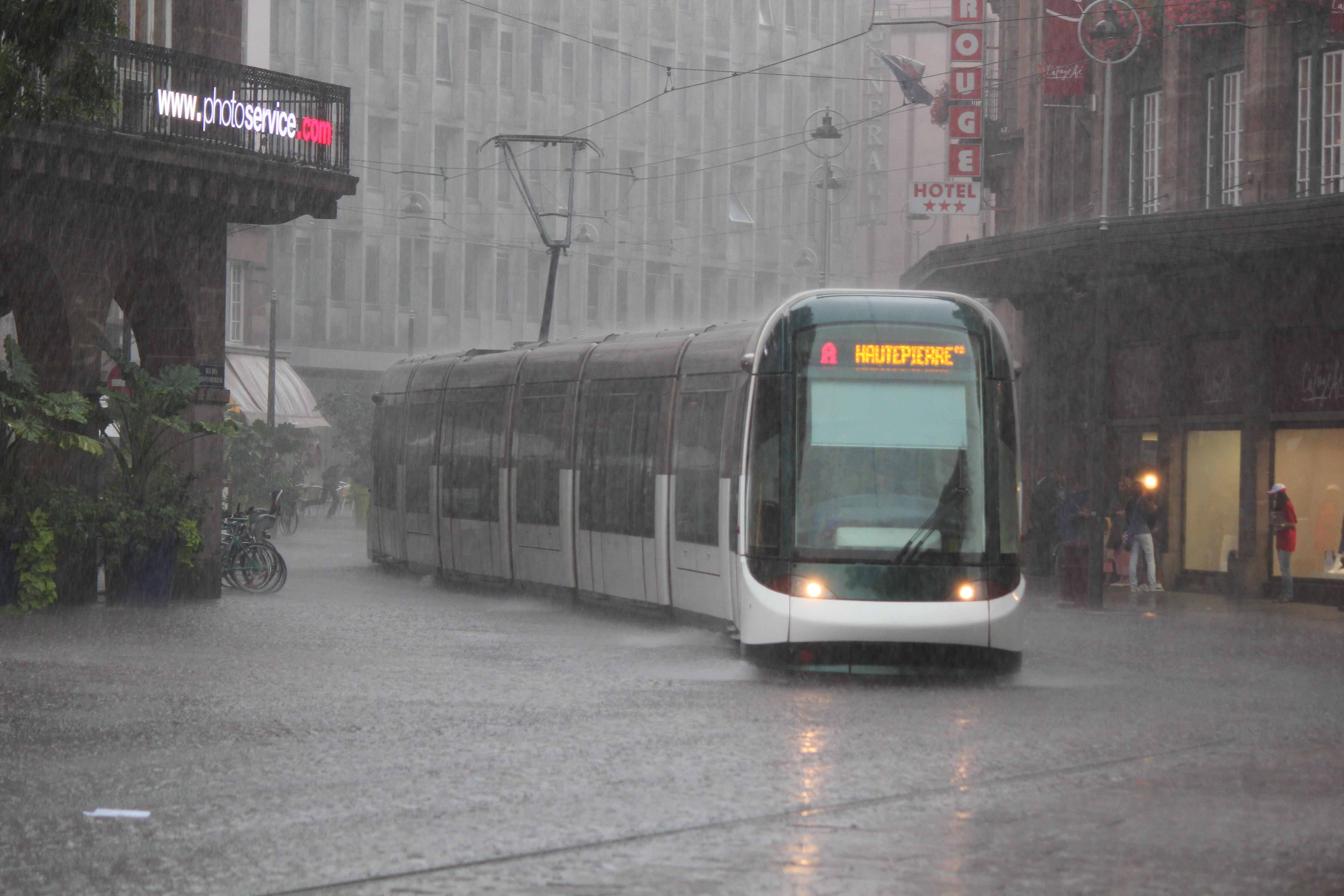
Citadis 403 in Strasbourg
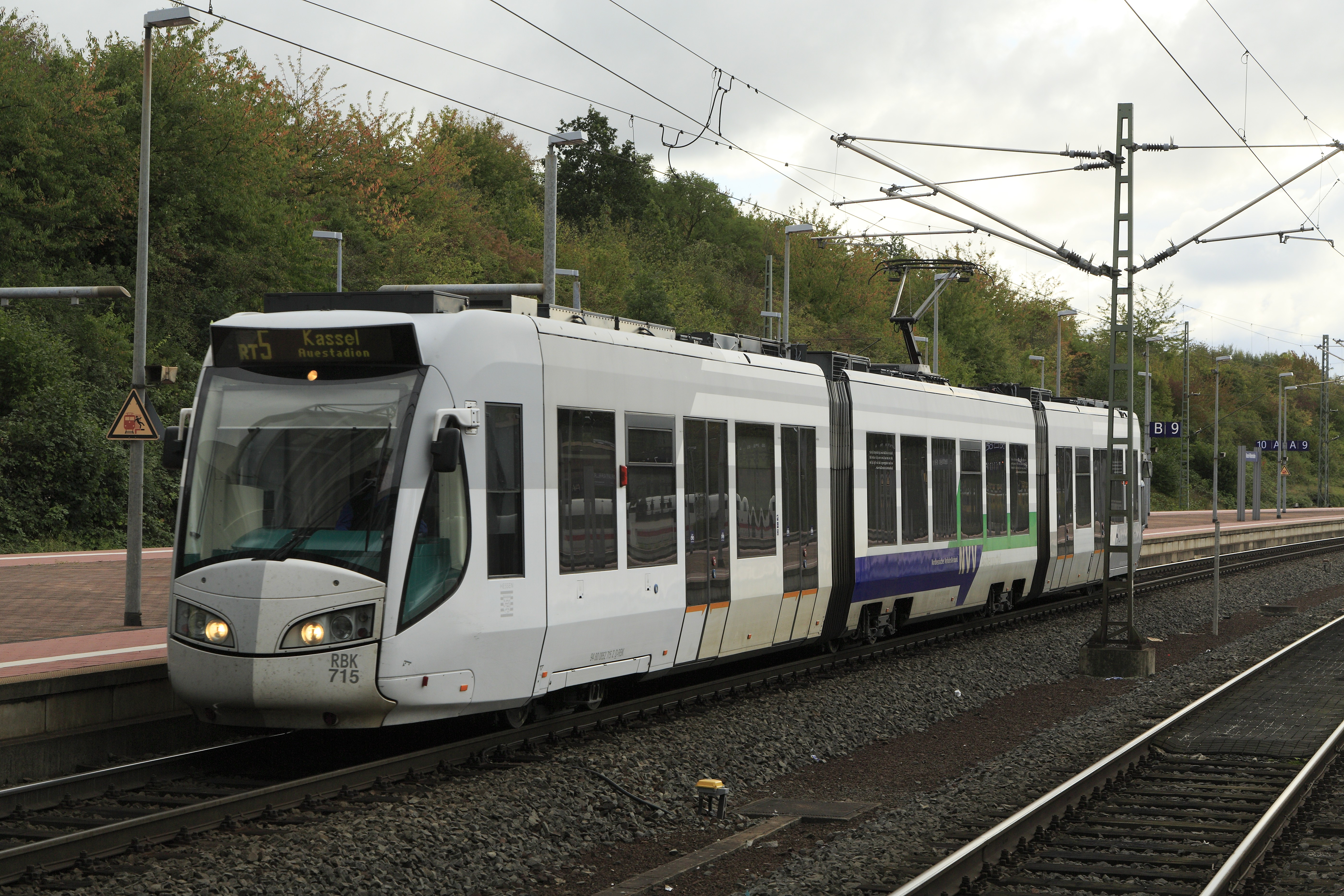
RegioCitadis 452 715 im Bahnhof Kassel-Wilhelmshöhe
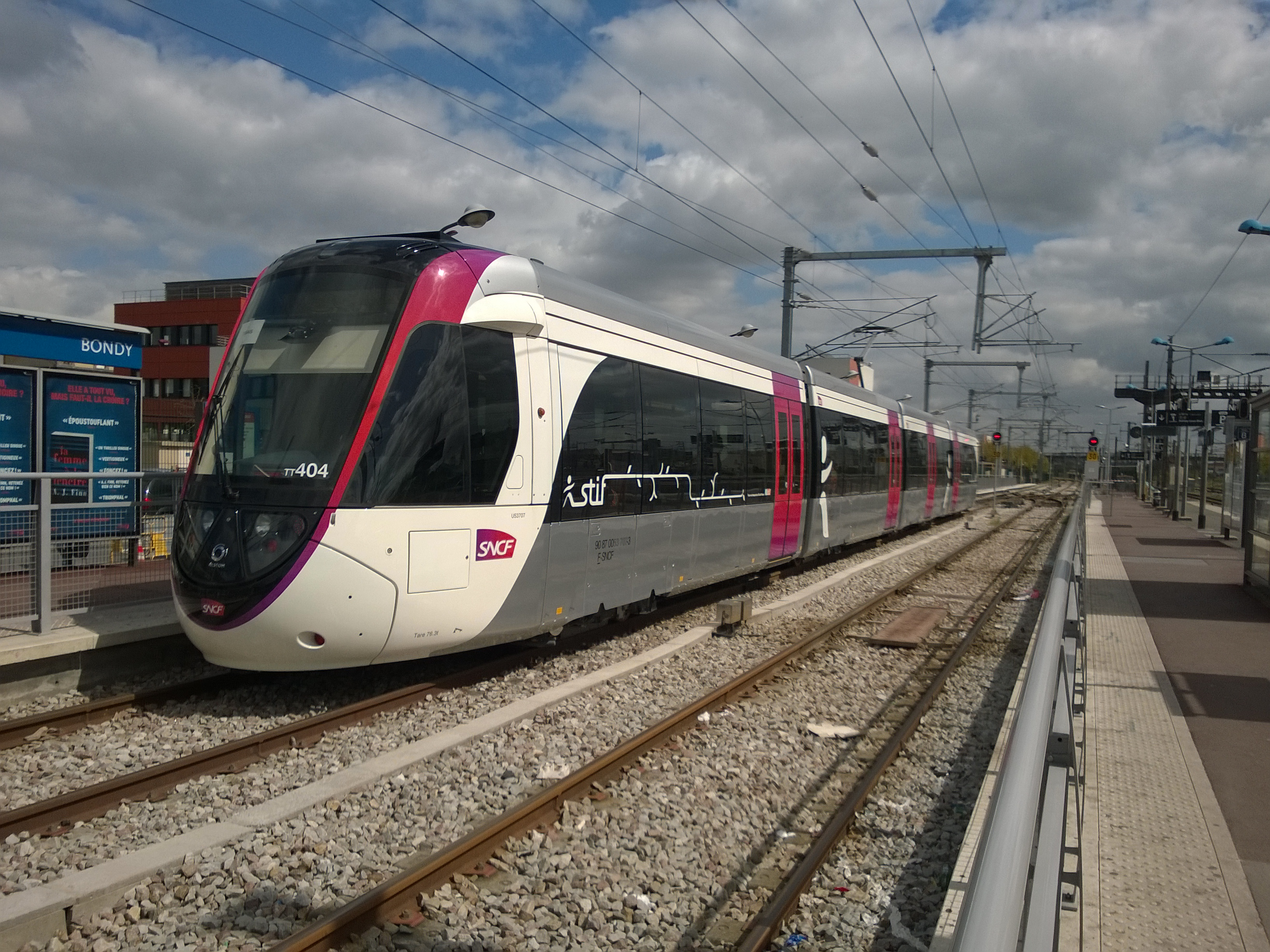
Citadis Dualis im Bahnhof Bondy